# Wiesentheid (Wiesentheid)
Wiesentheid ist der Hauptort des Marktes Wiesentheid im unterfränkischen Landkreis Kitzingen in Bayern. Er bildet heute, als einwohnerreichster und größter Gemeindeteil, den Mittelpunkt der politischen Gemeinde Wiesentheid und des zentralen Landkreises. Die Siedlung war bis in die zweite Hälfte des 17. Jahrhunderts politisch unbedeutend und stieg erst in der Folge, als Residenz der Herren von Dernbach, die 1681 die Reichsstandschaft erhielten, zu einem Zentralort auf. Die Bedeutung wurde noch durch die Grafen von Schönborn verstärkt, die zwischen 1697 und 1806 über Wiesentheid herrschten.
Den Grafen von Schönborn ist auch das bis heute weitgehend intakte Gepräge des Marktortes zu verdanken. Sie schufen im 18. Jahrhundert ein Ensemble aus Pfarrkirche, Schloss mit Schlosspark und Verwaltungsbauten im Stil des mainfränkischen Barock, wozu bedeutende Künstler wie Leonhard Dientzenhofer, Balthasar Neumann oder Giovanni Francesco Marchini mit ihren Arbeiten beitrugen. Die Barockisierung des Ortsbildes machte auch nicht vor den Häusern der Untertanen Halt, sodass der gesamte Altort heute von Bauten dieser Zeit dominiert wird.
Der Tourismus spielt für Wiesentheid dennoch eine nur untergeordnete, jedoch immer wichtigere Rolle. Bedeutsamer ist seine zentrale Lage und der Anschluss an die Bundesautobahn 3, sowie die überregional bedeutsame Bundesstraße 286. In Wiesentheid siedelten sich seit den 1960er Jahren mehrere Industrieunternehmen an, die den Hauptort heute für Einpendler attraktiv machen. Daneben entstanden Einkaufsmöglichkeiten für ein großes Einzugsgebiet. 1994 wurde Wiesentheid zu einem Unterzentrum in der Planungsregion Würzburg aufgewertet.

## Geografische Lage

### Geografie und naturräumliche Lage
Wiesentheid liegt im Zentrum der politischen Gemeinde. Die Ortsteile ordnen sich klammerförmig um den Markt an. Im Norden beginnt die Gemarkung der Stadt Prichsenstadt, die der Hauptort der gleichnamigen Gemeinde ist. Nordöstlich liegt Geesdorf, südöstlich ist die Gemarkung Untersambach zu finden, der Ortsteil Untersambacher Mühle liegt Wiesentheid am nächsten. Der Südsüdosten wird von der Fläche der Gemeinde Abtswind eingenommen, im Süden liegt Rüdenhausen, während die Gemarkung von Kleinlangheim in einem schmalen Streifen im Südwesten hereinragt. Der Westen und Südwesten wird von der Gemarkung Feuerbach ausgefüllt. Der hier gelegene Ortsteil Obere Papiermühle liegt Wiesentheid am nächsten. Der historischen Größe der Gemarkung von Prichsenstadt-Laub ist die Grenze im Nordwesten geschuldet.
Nächstgelegene, größere Städte sind Volkach, mit einer Distanz von etwa 11,5 Kilometern und Gerolzhofen, das ungefähr 11,7 Kilometer entfernt ist. Die nächste Großstadt ist das 30 Kilometer entfernte Würzburg.
Naturräumlich liegt Wiesentheid am Übergang zweier Räume innerhalb des Steigerwaldvorlandes. Beide Areale sind dem Iphofen-Gerolzhofener Steigerwaldvorland zuzurechnen, wo der Einfluss des Mittelgebirges auf die Landschaft bereits deutlich spürbar ist. Der Süden der Gemarkung kann dem Schwanbergvorland zugerechnet werden. Anders als viele angrenzende Areale profitiert das Gebiet von einer Niederschlagsstraße, die von Ochsenfurt kommend in Richtung des Steigerwaldes verläuft. Dagegen verweisen die Böden in ihrer Zusammensetzung bereits auf das Steigerwaldvorland von Neuses im Norden der Gemarkung.
Der Marktort liegt in der Maingauklimazone, die zu den trockensten und wärmsten Klimazonen in Deutschland zählt. Das erklärt auch den Weinbau in der Umgebung. In Wiesentheid wird aufgrund der fehlenden Reliefenergie kein Weinbau betrieben. Der Übergangscharakter wird auch in der Bodenzusammensetzung deutlich. Der Großteil der Gemarkung wird von Sandböden eingenommen, die über einer Schicht von Letten- und Gipskeuperböden anstehen. Die Mächtigkeit dieser Flugsande nimmt aber nach Südosten hin zugunsten von Böden des Unteren Keuper mit Grenzdolomiten und Letten ab.
Hydrologisch wird Wiesentheid trotz einer mehrere Kilometer weiten Entfernung vom Fluss durch den Main beeinflusst. Dem Main, genauer dem Mainzufluss Schwarzach, streben alle Bäche innerhalb der Flächeneinheit Wiesentheids zu. Der historische Altort Wiesentheid wird vom Sambach durchflossen. Auf dem Gebiet der mittelalterlichen Siedlung mündet der Fasanenbach in den Fluss. Genau wie die beiden weniger schüttungsstarken Fließgewässer Klingenbach und Heimbach (auch Heubach) fließt der Sambach von Osten nach Westen durch die Gemarkung.
Die Gewässer speisen noch heute mehrere Seen. Besonders viele sind im Nordwesten der Gemarkung am Rande des Michelheidewalds zu finden. Die Seen sind bis heute zumeist nur umgangssprachlich benannt, wobei die Benennungen sich von alten Flurlagen ableiten. Folgende Seen existieren: Bleichsee, Brühlsee, der Große See, Hirschensee, Hirschgartensee, Reservenweiher, Schulzensee, Neuer See, Schlosssee oder Parksee, Soolsee, Weed See (auch Weeth See, Weedsee) und Zagelsee. Einige der Seen sind heute nicht mehr mit Wasser gefüllt, sondern liegen trocken.

### Ortsgliederung
Im Zentrum der Gemarkung Wiesentheid liegt der historische Ortskern. Der älteste Teil Wiesentheids reihte sich als Straßendorf mit Gewannfluren entlang der heutigen Sophienstraße auf. Der charakteristische, dreiecksförmige Marienplatz bildet den Endpunkt der mittelalterlichen Ursiedlung. Nordöstlich schließt sich dagegen die barocke Erweiterung an, die im 17. und 18. Jahrhundert angelegt wurde und heute als T-Form von Kanzleistraße/Schlossplatz und Balthasar-Neumann-Straße gebildet wird. Ergänzt werden die historischen Siedlungen um die am Ausgang des 18. Jahrhunderts angelegte Schönbornstraße im Süden.
Ein weiterer Pol des Ortes wird durch den Schlosspark gebildet, der nördlich an das Schloss anschließt. Außerdem besteht mit der Kreuz- oder Jakobskapelle als Familiengrablege der Grafen von Schönborn im Osten der Sophienstraße bzw. an der ostwärts führenden Feuerbacher Straße ein zusätzlicher, historischer Knotenpunkt. Um die historischen Knoten ordnen sich die Neubaugebiete des 19., 20. und 21. Jahrhunderts.

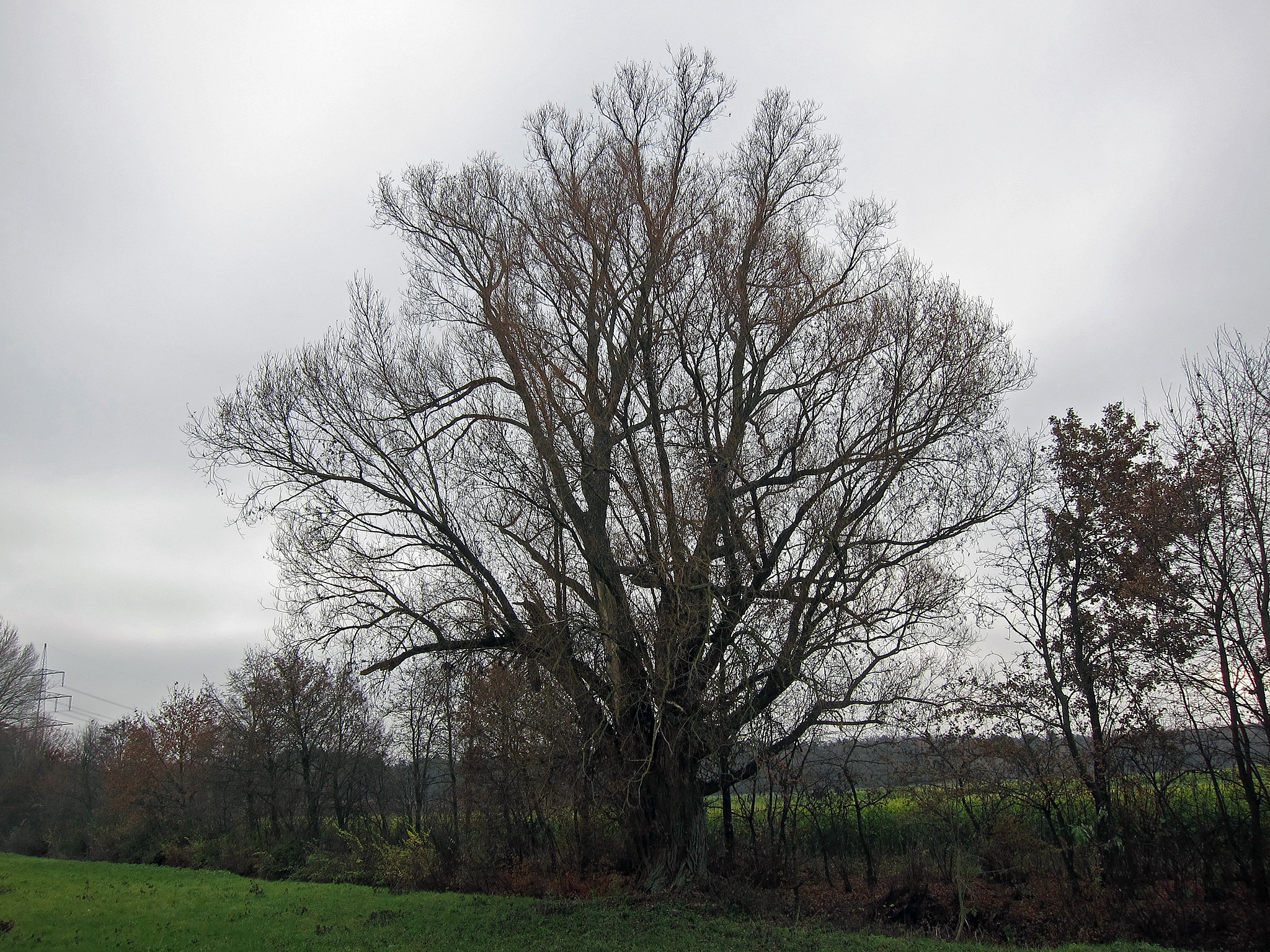
Über 100 Jahre alte Weide bei Wiesentheid

Die ältesten Areale wurden 1950 im Gebiet westlich der Schönbornstraße um die Seeflurstraße (Baugebiet „Hedwig-Dern-Straße“) ausgewiesen. Es folgte 1951 das Areal um die Nikolaus-Fey-Grund- und Mittelschule im Osten und die Neubaugebiete im Südosten um die Steigerwaldhalle. Die Gebiete im Norden des Steigerwald-Landschulheims um die Blumenstraße sind noch jüngeren Datums. Der Friedhof des Ortes ist an der Nikolaus-Fey-Straße am östlichen Ortsausgang zu finden.
Die Nähe zur Bundesautobahn 3/Europastraße 45, sowie die Anbindung an die Bundesstraße 286 führte insbesondere seit den 1960er Jahren zu einem starken Anwachsen der Siedlungsfläche. Zusätzlich entstanden Gewerbeflächen im Süden des Altortes, die heute von der Staatsstraße 2240 durchquert werden. Bedeutende Industrieflächen sind außerdem an der Feuerbacher Straße mit der städtischen Kläranlage zu finden.
Die Gemarkung Wiesentheid mit der Nummer 1143 hat eine Fläche von etwa 1114 Hektar und liegt vollständig im Gemeindegebiet von Wiesentheid im Landkreis Kitzingen. Ihre benachbarten Gemarkungen sind im Nordwesten Laub, im Nordosten Prichsenstadt, im Osten Geesdorf und Untersambach, Abtswind im Südosten, Rüdenhausen im Süden und Feuerbach im Westen.
Die Gemarkung Wiesentheid bildet das Zentrum des Gemeindegebiets von Wiesentheid mit Wiesentheid als einzigem Gemeindeteil auf der Gemarkung. Sie ist nur wenig bebaut. Unmittelbar östlich schließen sich die Sportplätze des Marktes an die bebaute Fläche an. Während der Süden der Gemarkung von größeren Waldflächen (Obere und Untere Lag, Heimbachtannig und Zagel) dominiert wird, herrschen im Norden und Westen landwirtschaftlich genutzte Flurlagen vor. Lediglich im Nordwesten ragt mit einigen Waldabteilungen (Ameisenschlag, Fladig, Gauwitzen, Plankeck, Seeschlag) des Michelheidewalds eine weitere forstlich genutzte Fläche hinein.
Aufgrund der jahrhundertelangen Inanspruchnahme der Fluren durch den Menschen existieren um Wiesentheid kaum Schutzgebiete. Lediglich entlang der Bäche Sambach und Fasanenbach wurden die naturnahen Ufer mit Auengehölzen und Erlenbeständen als Biotope eingetragen. Besondere Bedeutung für die Artenvielfalt hat auch der Gehölzbestand im Schlosspark, sowie die aus der menschlichen Nutzung entzogenen Teiche nördlich der Erlachsmühle. Daneben wird der nordwestliche Teil der Gemarkung von einem Teil des Vogelschutzgebietes Südliches Steigerwaldvorland eingenommen. In der Flächeneinheit sind drei Naturdenkmäler und einige alte Bäume zu finden. Mit den Dünen im Michelheidewald nordwestlich von Wiesentheid existiert ein eingetragenes Geotop in der Nähe des Hauptortes.

## Geschichte

### Vor- und Frühgeschichte
Wiesentheid und seine Gemarkung gehören nicht zu den Orten mit einer langen vor- und frühgeschichtlichen Siedlungstradition. Zwar stieß man im Nordwesten der Flächeneinheit auf eine Siedlung vor- und frühgeschichtlicher Zeitstellung, die durch Lesefunde belegt werden können. Intensive Grabungen wurden allerdings hier noch nicht vorgenommen. So konnten bisher noch keine Funde aus dem Paläolithikum gemacht werden und auch bronzezeitliche Objekte wurden noch nicht entdeckt.
Die Bronzezeit ist jedoch mit einigen Funden auf den Fluren von Reupelsdorf gut erschlossen. So grub man hier über 50 Gegenstände aus Bronze aus, die als Reupelsdorfer Hortfund aus dem 8. vorchristlichen Jahrhundert ins Museum für Franken gelangten. Die Gegend um Wiesentheid war in der Bronzezeit bereits dicht besiedelt. Im Michelheidewald, auf Kleinlangheimer Gemarkung, entdeckte man mehrere Hügelgrabfelder aus der späteren Bronzezeit und der frühen Eisenzeit. Die Region war vor allem von Menschen der Hallstattkultur besiedelt.
Bemerkenswert ist die Tatsache, dass die Völkerwanderungszeit bisher kaum archäologisch nachweisbar ist. Allerdings entdeckte ein Volkacher Hobbyarchäologe im Juni 2008 mehrere Tonscherben, Schalen und Vorratstöpfe aus römischer Zeit in einem Erdaushub aus Wiesentheid. Über die Scherben erfolgte der erste archäologisch gesicherte Siedlungsnachweis aus dem Wiesentheider Kernort, wobei die Objekte bereits auf die germanische Zeit datiert wurden. Sie stammten von einem Brennofen, der vielleicht von Markomannen oder Hermunduren betrieben wurde.
Ab dem 6. Jahrhundert begannen fränkische Stammesverbände von Westen kommend in das Gebiet vorzustoßen und verdrängten die etablierte Bevölkerung langsam. Die Franken brachten das Christentum in das Steigerwaldvorland mit und etablierten erste Verwaltungsgrenzen, die sogenannten Gaue. Die Gegend um Wiesentheid kam zum südlich der Schwarzach gelegenen Iffgau. Der ungewöhnliche Ortsname mit der Endung -heid ist in keine Ortsnamenmode einzuordnen, weswegen eine Entstehung des Ortes keiner bestimmten Phase der fränkischen Besiedlung zugeordnet werden kann.

### Mittelalter
Erstmals urkundlich erwähnt wurde Wiesentheid bereits in einer Urkunde des Jahres 918. Das Dokument, ausgestellt am 21. April in Frankfurt, wurde von König Konrad I. signiert. Der König bestätigte hierin eine Schenkung des mattonischen Kommendatarabtes Dracholf an das Kloster Münsterschwarzach, die eventuell bereits 892 stattgefunden haben soll. Neben anderen Orten wird „ad Wisenheida“ erstmals erwähnt. Die Siedlung diente, zusammen mit Düllstadt und Stadelschwarzach, zur Versorgung des Klosters mit lebensnotwendigen Gütern.
Mehr als 300 Jahre lang schweigen dann die Quellen über den Ort. In der Zwischenzeit gelangte Wiesentheid wohl als Lehen an die Grafen zu Castell, die im Hochmittelalter zu wichtigen Herrschaftsträgern im Steigerwaldvorland aufstiegen. Im Jahr 1268 schenkte Lugardis, die Tochter eines Ritters aus Wiesentheid, dem Johanniterorden in Würzburg ihre Güter in Rüdenhausen und Menheim. Hierfür musste sie die Erlaubnis des Grafen Hermann I. zu Castell-Oberschloss und dessen Gemahlin einholen.
Das 13. Jahrhundert war von vielen kleineren Herrschaften geprägt, die Grundbesitz und Güter im Ort innehatten. So sind, neben den Schönstab, auch die Ministerialenfamilien der Wipfeld, der Kottenheim, der Truchseß von Castell, der Werna und der Schelle hier vertreten. Zugleich gelang es den größeren Herrschaften die Kleingüter dieser Ritter aufzukaufen. Zumeist haben sich Urkunden von Verkäufen an die geistlichen Herrschaften in Würzburg oder das Zisterzienserkloster Ebrach erhalten.
Erst mit dem 14. Jahrhundert werden die Herrschaftsverhältnisse deutlicher. Mit Eberhard Fuchs von Dornheim ist nun erstmals ein Vertreter des Geschlechts nachweisbar, dass die Geschicke Wiesentheids in der folgenden Zeit entscheidend mitprägen sollte. Der Ort bestand zu dieser Zeit nur aus wenigen Häusern, die sich vielleicht um einen kleinen Herrschaftssitz anordneten. Unklar ist, ob bereits ein Gotteshaus existierte. Im Jahr 1327 wurde erstmals eine Mühle in Wiesentheid urkundlich erwähnt.
Mit dem 26. Februar 1364 wurde Wiesentheid zu einer Pfarrei erhoben. In der Zeit davor, war der Ort Filiale der dem Kloster Münsterschwarzach zugehörigen Pfarrei Stadtschwarzach. Noch immer hatten im 14. Jahrhundert eine verwirrende Vielfalt an Klöstern, Adelsgeschlechtern und verschiedener Institutionen Anteil an der Wiesentheider Dorfherrschaft, die sich zumeist über einzelne Untertanen auf ihren Höfen erstreckte. Zu den bereits bekannten traten die Wenkheim, die Heßberg und das Kitzinger Spital. Später wurden die Ritter von Gnodstadt und die von Berlichingen im Ort erwähnt.
Ähnlich wie in Castell war der Herrschaftssitz in Wiesentheid in mehrere Bereiche unterteilt, die von verschiedenen Geschlechtern beansprucht wurden. Neben dem sogenannten Sitzlein, wohl einer Wasserburg an der Stelle des heutigen Schlosses, bestand seit 1464 auch ein gotisches Kirchengebäude im Dorf, das dem heiligen Mauritius unterstellt war. Der Standort der Kirche war ebenfalls identisch mit dem heutigen Gotteshaus und ragte auf dem sogenannten Schlossberg über die Siedlung.

### Konfessionelles Zeitalter

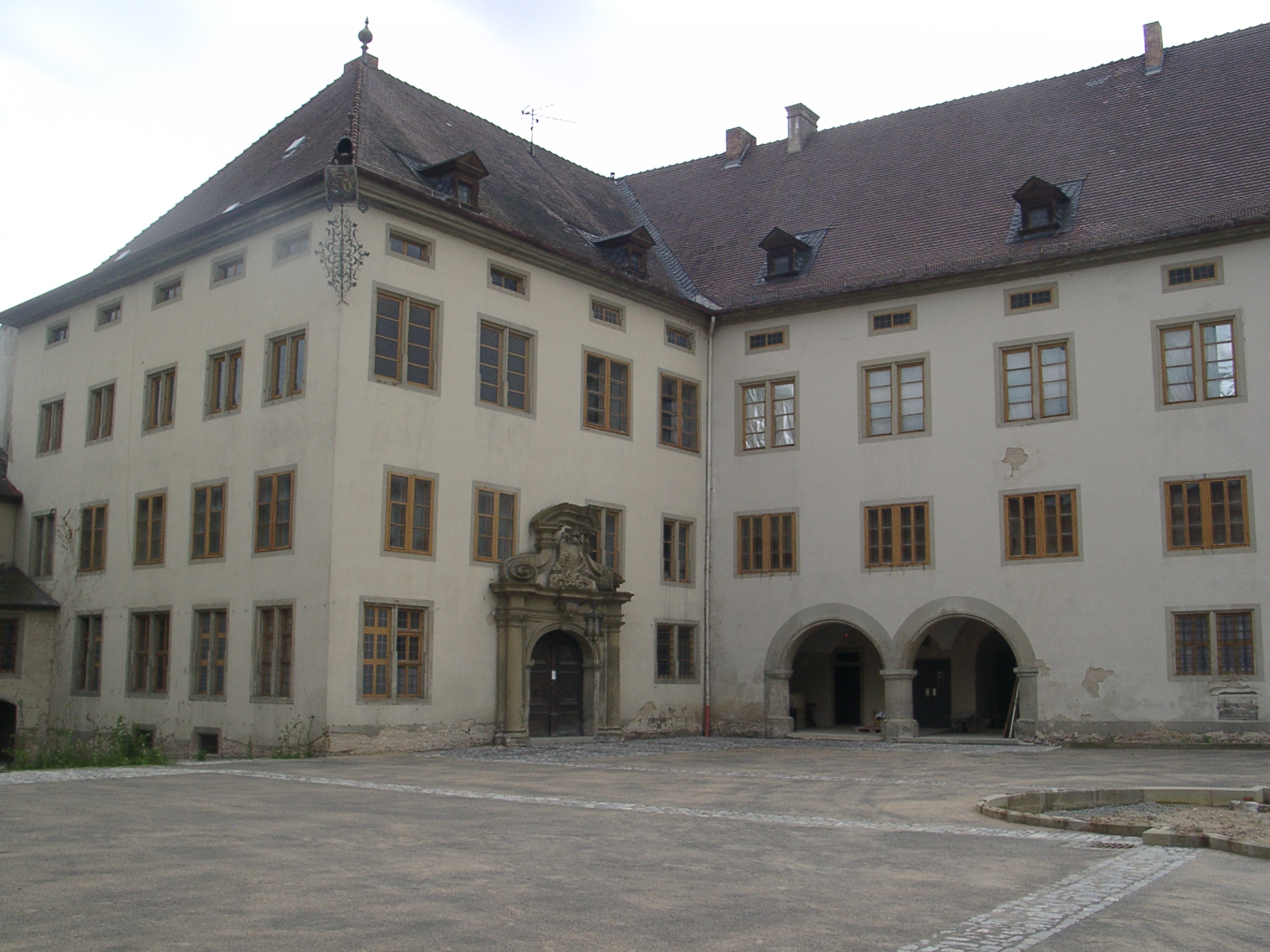
Kern des Wiesentheider Schlosses bildet der „Fuchsbau“ aus dem 16. Jahrhundert

Die Frühe Neuzeit war in Franken geprägt von größeren Besitzarrondierungen der Herren. Da das „Sitzlein“ in Wiesentheid im Deutschen Bauernkrieg unzerstört blieb, stieg der Ort in der Folgezeit zu einem wertvollen Besitz auf. Im Jahr 1547 erwarb Valentin Fuchs von Dornheim von Graf Konrad zu Castell den Adelssitz in Wiesentheid käuflich und nutzte eine finanzielle Krise der hochadeligen Grafen aus. Zum Schloss gehörten 23 Hausgüter im Ort, die nun alle in die Hand der Fuchs gelangten. Sie stellten nun bis ins 17. Jahrhundert die Dorfherren.
Unter den Fuchs wurde im Jahr 1557 durch einen Spezialisten aus Oldenburg der „Große See“ im Südwesten der Gemarkung als Fischweiher angelegt. Im gleichen Jahr führten die neuen Dorfherren und ihre Lehensträger in Castell die Reformation in ihren Besitzungen ein. Da ein Großteil der Bevölkerung zu diesem Zeitpunkt bereits protestantischen Glaubens war, ging der Übertritt zum neuen Glauben reibungslos vor sich. Der amtierende Wiesentheider Pfarrer heiratete und machte damit seinen Konfessionsübertritt deutlich.
Im Jahr 1576 entstand anstelle des mittelalterlichen „Sitzleins“ der sogenannte Fuchsbau als Renaissanceschloss. Er bildet noch heute den Kern der Schlossanlage auf der Nordwestecke und erinnerte wohl an das Schloss Bimbach. In den 1580er Jahren wurde der Friedhof vom Kirchhof an seinen heutigen Standort verlegt. Grund für die Umbettung war eine grassierende Pestwelle im Ort. 1593 ist erstmals eine Badstube in Wiesentheid nachweisbar. Gleichzeitig veränderte sich auch die wirtschaftliche Grundlage der Bevölkerung. Erstmals sind Rebstöcke auf den Fluren um Wiesentheid nachweisbar.
Zu Beginn des 17. Jahrhunderts wurde Wiesentheid neuerlich von einer Pestwelle heimgesucht. Wiesentheid wurde in diesen Jahren zu einem Zentrum der Hexenverfolgungen im Hochstift Würzburg. Der „Hexenbrenner“ Johann Georg II. Fuchs von Dornheim, Fürstbischof von Bamberg, wurde im Ort geboren und seine Verwandten in Wiesentheid waren ebenfalls dem Hexenglauben verfallen. Insgesamt wurden 1616 und 1617 zwei Männer und elf Frauen als vermeintliche Hexen durch den Strang hingerichtet und ihre Leichen auf dem sogenannten Trudenplätzchen am Ortsrand in vier Feuern verbrannt.
Die Wiesentheider investierten zeitgleich in die Dorfverteidigung. Zur Abwehr äußerer Feinde war die Pfarrkirche wohl bereits seit dem Mittelalter mit einer Mauer umgeben. Dieser befestigte Kirchhof diente als Rückzugsort in Zeiten äußerer Bedrohung. Gleichzeitig umgab man die bebaute Fläche wohl seit langer Zeit mit einem sogenannten Dorfhag aus Gräben und Hecken. Im Jahr 1616 entstand an der Straße nach Feuerbach zusätzlich ein Tor neu, das allerdings eher als symbolischer Verteidigungsort zu gelten hat.
Wesentlich bedeutsamer war der Aufbau eines Schützenkorps, mit dem die Verteidigungsbereitschaft der Dorfbewohner erhöht werden sollte. Die beiden Maßnahmen korrespondierten mit dem Ausbruch des Dreißigjährigen Krieges 1618. Im Jahr 1627 gelang es dem Würzburger Fürstbischof Philipp Adolf von Ehrenberg die lutherischen Wiesentheider gewaltsam zum Katholizismus zurückzuführen. Als die Schweden 1631 bei ihrer Eroberung des Hochstifts Würzburg in das Dorf kamen, plünderten sie die Siedlung. Einquartierungen blieben für die Bewohner noch bis zum Jahr 1636 die Regel.

### Herrschaft Wiesentheid 1681 bis 1806
Mit dem Erlöschen des Geschlechts der Fuchs von Dornheim zu Wiesentheid im Mannesstamme im Jahr 1673 endete eine Ära. Die Witwe Georg Adolfs von Dornheim, Anna Maria, heiratete 1676 erneut. Beim Ehemann handelte es sich um Johann Otto von Dernbach, der aus einem rheinischen Rittergeschlecht stammte. Er war der Neffe des ab 1675 amtierenden Würzburger Fürstbischofs Peter Philipp von Dernbach. Der Fürstbischof unterstützte Kaiser Leopold I. im Holländischen Krieg und wurde von ihm mit der Erhebung in den Reichsgrafenstand belohnt.

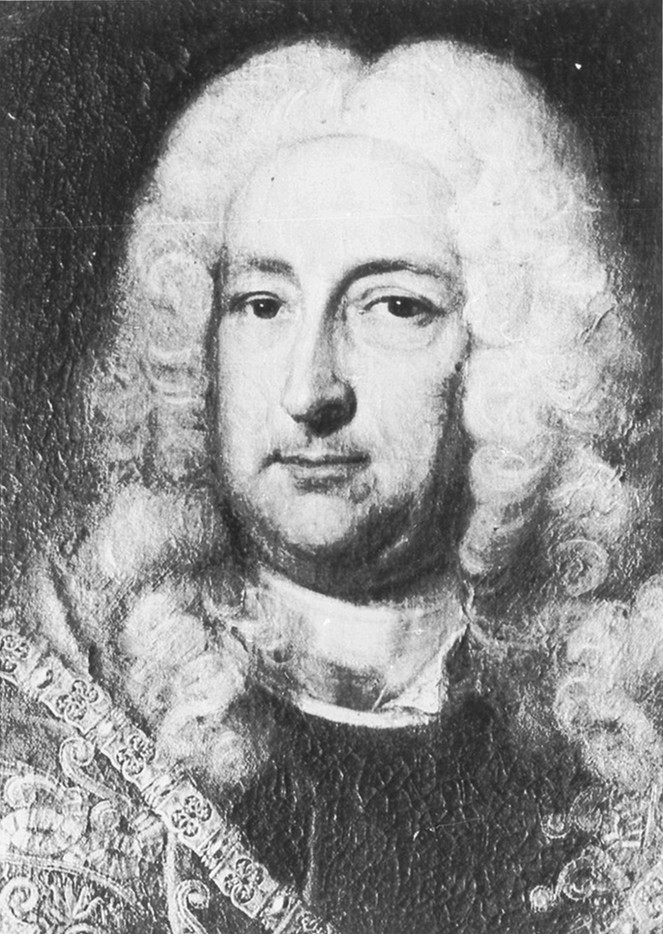
Rudolf Franz Erwein von Schönborn begann mit dem barocken Umbau seiner Residenz

Zusätzlich plante man, der Familie von Dernbach landesherrliche Macht zu verleihen. Fürstbischof Peter Philipp begann in den Jahren 1677 bis 1680, die fehlenden Anteile des Dorfes Wiesentheid für seine Familie zu erwerben. Im Jahr 1681 wurde Wiesentheid Residenzort der Herrschaft Wiesentheid, die eine Kuriatstimme auf dem ständigen Reichstag in Regensburg besaß. Da der Hauptort aber noch immer keinen Zentralcharakter aufwies, erhob Dernbach am 25. März 1682 Wiesentheid zu einem Marktort. Zwei Märkte erhöhten die Zentralität des Residenzortes auf einen Schlag.
Dernbach investierte auch in die Mauritiuskirche. Nach Plänen des Barockbaumeisters Antonio Petrini entstand zwischen 1682 und 1684 ein Barockbau, der von bekannten Künstlern ausgestattet wurde. Der Landesherr bekämpfte auch den bisher geduldeten Protestantismus und wandelte die bisherige Simultankirche zu einem rein katholischen Gotteshaus um. Der Graf verstarb allerdings bereits am 29. Mai 1697. Da die Witwe Maria Eleonore von Dernbach als Alleinerbin eingesetzt war, kam es in der Folge zu Streitigkeiten über die Nachfolge.
Erst die Heirat Maria Eleonores mit dem Adelsspross Rudolf Franz Erwein von Schönborn am 5. Januar 1701 beendete die Zwiste um die Herrschaft. Einhundert Jahre lang blieb die Herrschaft nun in den Händen der Schönborn, die Wiesentheid von Grund auf umbauen sollten und im Ort bis heute einen ihrer Stammsitze unterhalten. Rudolf Franz Erwein begann die barocke Umgestaltung des Ortsbildes. Wiesentheid erhielt eine barocke Prachtstraße, an der sich Kirche, Schloss und Verwaltungsbauten aufreihten. Durch großzügige Kredite erhielten auch die Untertanen die Möglichkeit, ihre Häuser im neuen Stil umzugestalten.
Unter Rudolf Franz Erwein und seinen Nachfolgern wuchs Wiesentheid in Richtung Feuerbach und entlang der heutigen Sofienstraße. Hier entstand zwischen 1731 und 1735 eine der ersten, exakt vermessenen Urbare Bayerns. Das „General Meß- und Grund-Urbar-Buch über das Territorio des löbl. Marck-Flecks Wiesendheyd“ zeigt alle Flurnamen um den Ort. In den Jahren 1759 und 1761 litt der Ort unter mehreren Überfällen von preußischen und sächsischen Truppen. Zeitweise wurden sogar der Marktrichter und der Pfarrer von den feindlichen Soldaten als Geißeln weggeführt.
Die Kriegswirren sorgten allerdings nicht für ein Ende des Baubooms. Ab 1768 entstand im Süden des Altortes die sogenannte Neustadt entlang der heutigen Schönbornstraße. Der letzte regierende Graf Hugo Damian Erwein von Schönborn-Wiesentheid ließ dann 1792 eine Baukasse gründen und ermöglichte damit den Umbau der letzten Fachwerkhäuser. In der Folge wurden auch die Ausfallstraßen ausgebaut und teilweise gepflastert. Ins Jahr 1804 fällt die Errichtung des sogenannten „Benefiziums“ in der Balthasar-Neumann-Straße.

### Neuzeit: In Bayern
Einen großen Einschnitt erfuhr Wiesentheid durch die Mediatisierung. Napoleon Bonaparte hatte viele bayerische Besitzungen rechts des Rheins in sein Kaiserreich integriert. Um die verbündeten Bayern entschädigen zu können, vereinbarte er in der Rheinbundakte die Auflösung mehrerer kleinerer, fränkischer Territorien. Hierunter fiel auch die Herrschaft Wiesentheid, die am 3. September 1806 durch ein Besitzergreifungspatent aufgelöst wurde. Wiesentheid wurde bayerisch, die Grafen von Schönborn waren fortan Standesherren. Nach einer kurzen Zwischenzeit im Großherzogtum Würzburg wurde der Markt 1814 endgültig bayerische Ruralgemeinde.
Das beginnende 19. Jahrhundert war aber noch mit weiteren Veränderungen verbunden. Durch die Vergrößerung des Einzugsgebiets gerieten die Wiesentheider Erzeugnisse in Konkurrenz mit anderen, nun bayerischen Produkten. Hierunter litt vor allem der Weinbau, der davor jahrhundertelang um Wiesentheid betrieben worden war. Wiesentheid behielt auch in bayerischer Zeit seinen zentralörtlichen Charakter. Zunächst konnten die Schönborn ein Patrimonialgericht einrichten, das für bürgerliche Konflikte zuständig war. 1848 erhielt Wiesentheid ein Landgericht.
In Wiesentheid bemühte man sich in den folgenden Jahren, die Zentralität weiter zu erhöhen. Bereits 1853 wurde eine Poststation eingerichtet, die ab 1872 bis Castell und Markt Bibart lieferte. Im Jahr 1893 erhielt der Ort Anschluss an das Eisenbahnnetz. Drei Jahre später wurden erstmals die Straßen und Gassen benannt. 1902 folgte die Einrichtung einer Wasserleitung. Zuvor waren die Häuser über ein Netz aus Brunnen versorgt worden. Im Jahr 1907 erhielt Wiesentheid den ersten Telefonanschluss. Die Gasstation, die ebenfalls 1907 entstand, sorgte für die Befeuerung der 41 Gaslaternen.
Das 20. Jahrhundert ist für den Ort auch vom Verlust der überörtlichen Institutionen geprägt. Bis 1924 verlor Wiesentheid sein Amtsgericht. In die Räumlichkeiten zog noch für mehrere Jahrzehnte das Forstamt. 1934 erhielt der Ort ein Kino, das im Schönborn-Saal eingerichtet wurde. Mit Kriegsbeginn verlegte man mehrere Bürger aus der Pfalz nach Wiesentheid. Im Zweiten Weltkrieg starben 186 Soldaten aus Wiesentheid. Die Marktgemeinde wurde durch die 1944 erfolgte Verlegung des Reservelazaretts Würzburg III von größeren Zerstörungen bewahrt.
Der Zweite Weltkrieg endete in Wiesentheid am 13. April 1945, als amerikanische Sanitätsoffiziere das Reservelazarett übernahmen. Zunächst verhängten die Amerikaner eine Ausgangssperre und beschlagnahmten Munition und Waffen. Anschließend wurde der amtierende Ortsbürgermeister abgesetzt. In der unmittelbaren Nachkriegszeit bot das Wiesentheider Schloss vielen ausgebombten Künstlern Unterkunft. Es entstanden eine Vielzahl an Gemälden, die Wiesentheid und seine Bewohner zeigten.
Nach dem Krieg profitierte Wiesentheid von seiner zentralen Lage. 1950 wurde das erste Baugebiet ausgewiesen, 1952 erfolgte die Grundsteinlegung der Gnadenkirche, die den evangelischen Christen des Ortes fortan als Gemeindemittelpunkt dienen sollte. Ein großer Einschnitt erfolgte auch durch den Bau der Bundesautobahn, die am 26. November 1964 für den Verkehr freigegeben wurde. Ein Jahr zuvor war Wiesentheid an die Fernwasserversorgung Franken angeschlossen worden. Zwischen 1964 und 1983 erfolgte die Flurbereinigung in Wiesentheider Gemarkung.
Mit der Eingemeindung von insgesamt vier selbstständigen Gemeinden in den 1970er Jahren und der Gründung der Verwaltungsgemeinschaft Wiesentheid stärkte man die Zentralität des Ortes entscheidend. Die Amtsgeschäfte für die Gemeinden Abtswind, Rüdenhausen und Castell werden heute im Wiesentheider Rathaus erledigt. Im Jahr 1982 beging der neue Hauptort die Feier aus Anlass der 300-jährigen Markterhebung. Gleichzeitig wurden um den Ortskern herum weitere Neubaugebiete ausgewiesen. Im März 1994 wurde Wiesentheid schließlich zu einem Unterzentrum in der Planungsregion Würzburg hochgestuft.

### Ortsname
Der Ortsname Wiesentheid spielt wohl auf die Lage der Siedlung an. Die Endung -heid bzw. -heida wurde mit dem althochdeutschen Wort heida in Verbindung gebracht, das mit dem Neuhochdeutschen Heide übersetzt werden kann. Das Präfix Wiesent- bzw. in der ersten Erwähnung wisen- ist dagegen wesentlich umstrittener. In der älteren Literatur interpretierte man das Wort als weise, klug, wissend oder leitete es vom Wort Wisent (althochdeutsch wisunt, wisunto) ab. Dieter Krenz bringt das Wort mit der Bedeutung Wiese in Verbindung. Wiesentheid würde sich von einer „mit Wiesen bewachsenen Heide“ ableiten.
Erstmals urkundlich erwähnt wurde der Ortsname als „Wisenheida“ im Jahr 918. In den folgenden Jahrhunderten war der Ortsname einer großen Veränderung ausgesetzt. Im Jahr 1268 tauchte die Bezeichnung Wisentheide auf, womit der verbindende Buchstabe t erstmals niedergeschrieben wurde. Die heutige Bezeichnung tauchte erstmals im Jahr 1528 in den Quellen auf, war allerdings noch für einige Zeit nur eine von mehreren möglichen Schreibweisen. Erst nach 1595 setzte sich die heutige Schreibweise vermehrt durch.
Der Ortsname wird in der ostfränkischen Umgangssprache zu „Wiesdhäd“ abgekürzt. Die Bewohner des Ortes werden von den Nachbarn, insbesondere den Bewohnern Rüdenhausens, mit sogenannten Necknamen belegt. Sie spielen auf vermeintliche Eigenschaften oder Handlungen an, die die Nachbarn besonders charakterisieren sollen. Die Wiesentheider werden als „Brockenfresser“ (mfr. Brocka'frassər) bezeichnet, was wohl auf die trockenen Feldfluren um den Ort verweisen soll. Die Bezeichnung ist auch aus Billingshausen und Eschenau überliefert.

### Verwaltung und Gerichte
| Die folgenden Verwaltungseinheiten waren der Gemeinde Wiesentheid übergeordnet. - bis 1806: Herrschaft Wiesentheid im Fränkischen Reichskreis - bis 1808: Landgericht älterer Ordnung Wiesentheid im Rezatkreis - bis 1853: Landgericht älterer Ordnung Marktsteft im Rezatkreis, ab 1838 Unterfranken - bis 1972: Bezirksamt Gerolzhofen, ab 1939 Landkreis Gerolzhofen in Unterfranken - ab 1972: Hauptort des Marktes Wiesentheid, Landkreis Kitzingen, Unterfranken | Gerichtlich unterstand Wiesentheid folgenden Instanzen. - bis 1848: Patrimonialgericht 2. Klasse, Graf von Schönborn, ab 1846 Patrimonialgericht 1. Klasse - bis 1862: Landgericht älterer Ordnung Wiesentheid - bis 1919: Landgericht Wiesentheid im Landgerichtsbezirk Schweinfurt - bis 1972: Landgericht Gerolzhofen im Landgerichtsbezirk Schweinfurt - ab 1972: Amtsgericht Kitzingen im Landgerichtsbezirk Würzburg |

### Wappen
| Wappen von Wiesentheid | Blasonierung: „Vor blauem Himmel auf grüner Wiese drei Stängel roten Heidekrauts, aus einem silbernen Hügel wachsen; davor ein goldener Löwe, doppelgeschwänzt und mit blauer Krone.“ |
| Wappen von Wiesentheid | Wappenbegründung: Die Figuren Heidekraut und Wiese sollen den Ortsnamen Wiesentheid symbolisieren. Der Löwe verweist dagegen auf die Grafen von Schönborn, die noch heute in Wiesentheid wohnen. Ihr Wappen zeigt ebenfalls einen schreitenden Löwen. Das heutige Wappen wurde im Jahr 1976 erstmals auf einer Publikation abgebildet und geht auf den Wiesentheider Grafiker Heinrich Weber zurück. Das Wappen wurde bereits auf dem Rathaus dargestellt. Eine ältere Version mit den drei Stängeln im Vordergrund wurde bis um 1960 verwendet. |

## Politik

### Vom Markt zum Hauptort
Die große Nähe zu den herrschenden Grafen, die ihren Sitz in Wiesentheid hatten, unterband eine frühe Entstehung unabhängiger Institutionen im Ort. Zwar stand der Gemeinde bereits im 17. Jahrhundert ein Oberbürgermeister vor. Dieser wurde aber von der jeweils herrschenden Obrigkeit ernannt und war lediglich Ansprechpartner ohne echte Entscheidungsbefugnis. Der Unterbürgermeister wurde dagegen von den Männern der Gemeinde selbst gewählt. Die historische Bedeutung des Weinbaus wird deutlich, wenn man sich vor Augen führt, dass einer der Bürgermeister Bauer, der andere immer ein Häcker sein musste. Ergänzt wurde die Gemeindeverwaltung durch einen Schultheißen und fünf Ratsherren.
Mit der Mediatisierung erfuhr auch die Gemeindeorganisation eine große Veränderung. Obwohl sie die faktische Macht einbüßten, hatten die Mitglieder der Familie Schönborn als Standesherren auch nach der Auflösung ihrer Herrschaft immer noch großen Einfluss auf die Geschicke des Dorfes. Der Bürgermeister wurde nun jedoch mit echten Kompetenzen ausgestattet und von den Ortsbewohnern gewählt. Im 18. und 19. Jahrhundert variierte die Bezeichnung des Bürgermeisters zwischen „Oberbürgermeister, Bürgermeister und Gemeinde- bzw. Ortsvorsteher“.
| Albert Thaler       | 1894–1907 | * 16. September 1848 in Wiesentheid, Kaufmann, Ehrenbürger, † 8. Juni 1916                                           |
| Johann Fackelmann   | 1908–1916 | * 3. Juli/17. Januar 1852 in Wiesentheid, Ökonom, † 10. November 1916                                                |
| August Sickenberg   | 1917–1919 | * 13. Juli 1863 in Wiesentheid, Konditor und Kaufmann, † 18. Mai 1929 in Wiesentheid                                 |
| Adolf Lurz          | 1919–1933 | * 29. August 1867 in Wiesentheid, Kaufmann, † 22. November 1943 in Wiesentheid                                       |
| Michael Engert      | 1933–1945 | * 19. März 1887 in Wiesentheid, Landwirt, von den Nationalsozialisten eingesetzt, Erste Amtszeit, † 25. Februar 1962 |
| Adam Gehring        | 1945–1952 | * 14. September 1880 in Kirchschönbach, Feuerwehrmann, † 10. März 1963 in Wiesentheid                                |
| Michael Engert      | 1952–1956 | Zweite Amtszeit |
| Josef Ott           | 1956–1960 | * 25. November 1910 in Stegaurach, Verwaltungsoberinspektor, † 17. August 1977 in Dettelbach                         |
| Hermann Barthel     | 1960–1971 | * 9. Dezember 1907 in Estenfeld/Würzburg, Tüncher, Ehrenbürger, † 20. März 1980                                      |
| Heinz-Dieter Wunsch | 1971–1991 | * 8. Mai 1925 in Freiwaldau, Verwaltungsamtmann, Ehrenbürger, † 16. September 2011 in Untereisenheim                 |

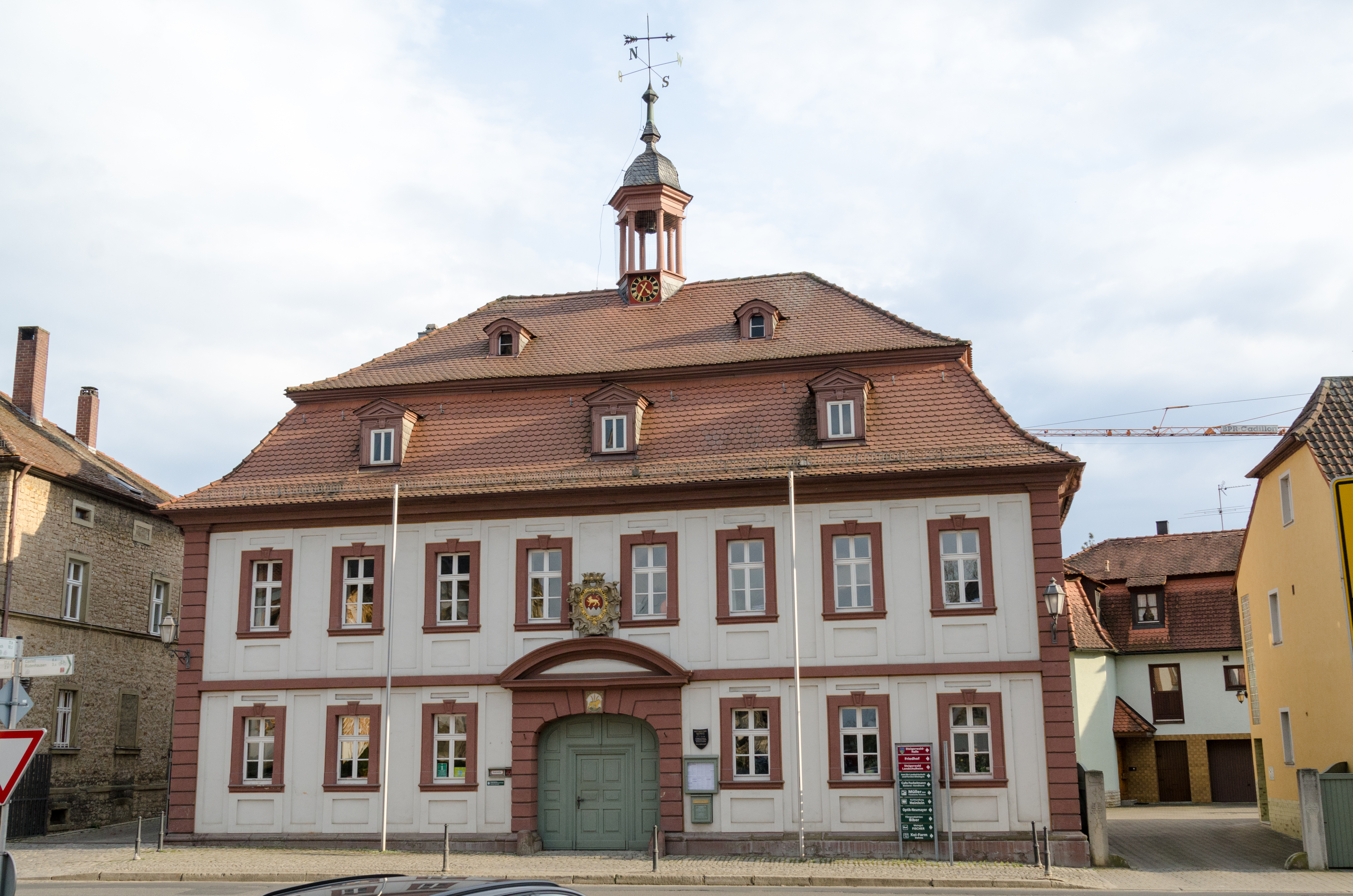
Rathaus Wiesentheid am Schlossplatz

Die Bürgermeister des 20. Jahrhunderts wurden mehrfach zu Ehrenbürgern von Wiesentheid ernannt. Auffällig ist, dass die Wiesentheider den von den Nationalsozialisten eingesetzten Michael Engert in den 1950er noch eine zweite Amtszeit als Bürgermeister ermöglichten. Seit der Gründung der Gemeinde Wiesentheid entsenden auch die nun eingemeindeten Ortsteile Vertreter in den vergrößerten Gemeinderat.

### Einwohnerentwicklung
Die Einwohner der des Marktes wurden erstmals im Jahr 1682 eher zufällig erfasst. Im Zuge der Markterhebung wurden die männlichen Haushaltsvorstände gezählt. Durch Hochrechnungen ist es so möglich auf die damalige Bevölkerungszahl rückzuschließen. Mit über 600 Personen lebten damals in Wiesentheid mehr Personen, als in einem durchschnittlichen fränkischen Dorf. Dies spricht dafür, dass die zentrale Lage im Steigerwaldvorland bereits im 17. Jahrhundert eine Rolle spielte.
Bis in die erste Hälfte des 19. Jahrhunderts war die Bevölkerung bereits auf über 1.000 Personen gestiegen, was auch durch die gezielte Ansiedlungspolitik der Grafen von Schönborn gefördert worden war. Dies entsprach etwa der Größe der benachbarten Stadt Prichsenstadt. Im Gegensatz zu dieser wuchs die Bevölkerung Wiesentheids in den folgenden Jahrzehnten weiter. Dies hängt auch mit dem Landgerichtssitz im Ort zusammen. Mit der Auflösung des Landgerichts älterer Ordnung verlangsamte sich das Wachstum dann auch.
Allerdings blieb Wiesentheid in der ersten Hälfte des 20. Jahrhunderts aufgrund seiner zentralen Lage immer noch für Neusiedler interessant. Den größten Zuwachs erfuhr die Gemeinde in der Zeit nach dem Zweiten Weltkrieg, als erstmals die Grenze von 2.000 Einwohnern überschritten wurde. Im Ort siedelten sich viele Vertriebene aus den ehemals deutschen Ostgebieten, insbesondere Schlesien an. Anders als in vielen Gemeinden des Umlandes blieben diese Bewohner auch nach der unmittelbaren Nachkriegszeit hier wohnen. Heute hat Wiesentheid etwa 3.500 Einwohner, was den Ort zur größten Siedlung des Umlandes macht.
| Jahr | Einwohner | Jahr | Einwohner | Jahr | Einwohner |
| ---- | --------- | ---- | --------- | ---- | --------- |
| 1682 | um 650    | 1890 | 1218      | 1952 | 2244      |
| 1840 | 1085      | 1900 | 1263      | 1961 | 2142      |
| 1852 | 1164      | 1925 | 1516      | 1970 | 2450      |
| 1867 | 1249      | 1939 | 1645      | 1987 | 2646      |
| 1871 | 1298      | 1946 | 2568      | 2017 | 3533      |

## Kultur und Sehenswürdigkeiten

### Baudenkmäler

#### Ensemble Schloss Wiesentheid

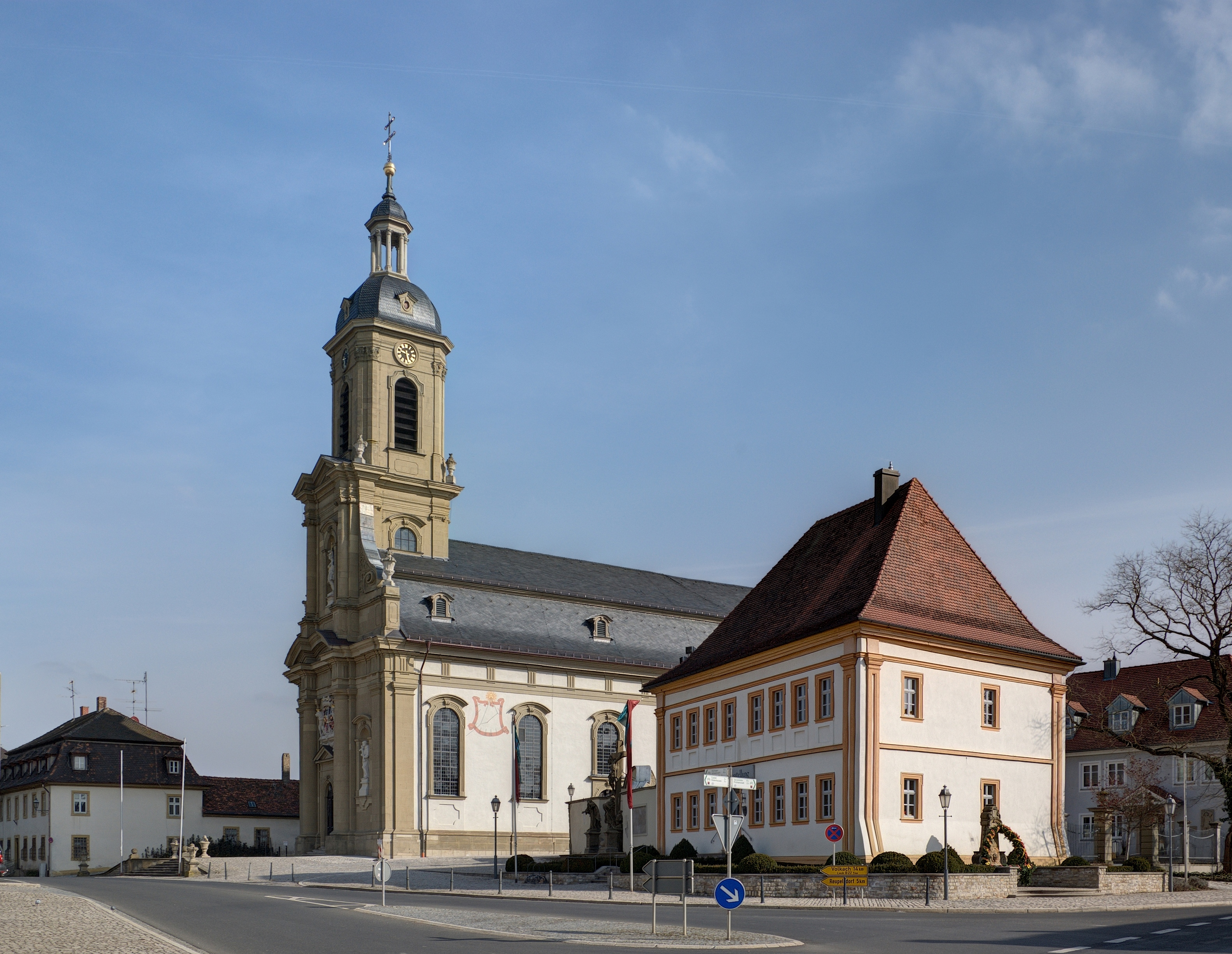
Der östliche Abschluss des Schlossplatzes wird durch die Mauritiuskirche und dem Pfarrhaus gebildet

Der barocke Ortskern von Wiesentheid kann in zwei Baubereiche gegliedert werden. Entlang der Kanzleistraße reihen sich die bedeutendsten Herrschaftsbauten der Grafen von Schönborn auf. So ist hier das namensgebende Schloss ebenso zu finden, wie der sich daran anschließende Schlosspark. Auf der gegenüberliegenden Seite finden sich die Verwaltungsgebäude der Grafschaft, sowie der kirchliche Bereich um Pfarrkirche St. Mauritius, Pfarrhaus und Kreuzigungsgruppe. Mit dem Rathaus am Endpunkt der Achse beginnt der Abschnitt von bürgerlichen Bauten entlang der Balthasar-Neumann-Straße.
Das Ensemble wurde mit dem Beginn des 18. Jahrhunderts unter der Regie der jeweils regierenden Grafen von Schönborn angelegt, wobei ältere Bauten wie das Schloss lediglich erweitert wurden. Unklar ist, wie weitreichend hierbei der Einfluss des fürstbischöflich-würzburgischen Baumeister Balthasar Neumann reichte. Eventuell entwickelte Neumann als Generalunternehmer für die Grafen das T-förmige Ensemble. Bis zum Jahr 1743 war das Ensemble vollendet und erfuhr in der Folgezeit insbesondere durch die Erweiterung des Schlossparks im 19. und der Entfernung der Vortreppen im 20. Jahrhundert größere Eingriffe.

#### Weitere Ensembles
Mit zwei weiteren, denkmalgeschützten Bauensembles besitzt Wiesentheid die höchste Dichte dieser Denkmalschutzgruppe im Landkreis Kitzingen. Ältester Teil Wiesentheids war der Marienplatz, der zugleich auch seit dem 17. Jahrhundert den Marktplatz des Ortes bildete. Zwar sind auch hier die herrschaftlichen Eingriffe des Barocks zu bemerken, allerdings zeigen sie sich wesentlich geringer, als an der Balthasar-Neumann-Straße. Bedeutendster Einzelbau am Platz ist das zurückversetzte Templerhaus aus der Zeit um 1613. Die meisten anderen Häuser entstammen dem 19. Jahrhundert.
Die etwa 500 Meter lange Schönbornstraße im Süden des Altortes bildet das dritte Ensemble des Marktortes. Sie geht in Form und Ausdehnung direkt auf die herrschaftlichen Interessen der Grafen von Schönborn zurück. 1768 ließ Joseph Franz Bonaventura von Schönborn-Wiesentheid die Straße als sogenannte „Neustadt“ anlegen. Lebten entlang der Balthasar-Neumann-Straße die begüterten Untertanen, wurden nun hier die weniger wohlhabenden Kleingütler angesiedelt. Die Straße hat ihr spätbarockes Erscheinungsbild bewahrt, allerdings wurden viele Gebäude erneuert.

#### St. Mauritius
Bedeutendster Sakralbau innerhalb des Hauptortes ist die katholische Pfarrkirche St. Mauritius an einem der Kanzleistraße zurückversetzten Platz. Sie stieg bereits in der zweiten Hälfte des 14. Jahrhunderts zu einem Gotteshaus mit pfarrlichen Rechten auf. Nach mehreren Um- und Ausbauten am Gebäude, sahen Planungen des Grafen Rudolf Franz Erwein von Schönborn im Jahr 1726 einen Neubau vor. Die Pläne für das Gotteshaus wurden vom Würzburger Hofbaumeister Balthasar Neumann geliefert, den Ausbau selbst nahm der Wiesentheider Baumeister Johann Georg Seitz vor.
Die Kirche präsentiert sich als fünfachsiger Saalbau mit Fassadenturm. Der Turm ist mit korinthischen Doppelpilastern verziert und hat abgeschrägte Ecken. Ein Prälatenkreuz mit zwei Querbalken enthält die Initialen des Stifterpaares aus dem Hause Schönborn. Über dem Türsturz ist die Inschrift „EXSTRVOR, EXISTO & ORNOR PRO HONORE DEI/ SVM CONSECRATA“ (lat. Ich bin errichtet, bestehe und bin geschmückt zur Ehre Gottes, ich bin geweiht) angebracht.
Die Wirkung der Kirche wird innen stark von den Fresken an Wänden und Decke geprägt. Giovanni Francesco Marchini schuf 1728 bis 1730 die Illusion von Plastizität, die die Kirche bis heute um ein Vielfaches größer erscheinen lässt. Eine mächtige Säulenarchitektur an der Decke öffnet sich zu einem blauen Himmel. Die weitere Innenausstattung geht weitgehend auf die Erbauungszeit zurück. Der Hochaltar wird von den Heiligenfiguren des Franz von Assisi, Bonifatius, Kilian und Johannes Nepomuk eingerahmt. In seinem Zentrum steht mit dem siegreichen Mauritius die Figur des Kirchenpatrons.

#### Schloss Wiesentheid mit Schlosspark

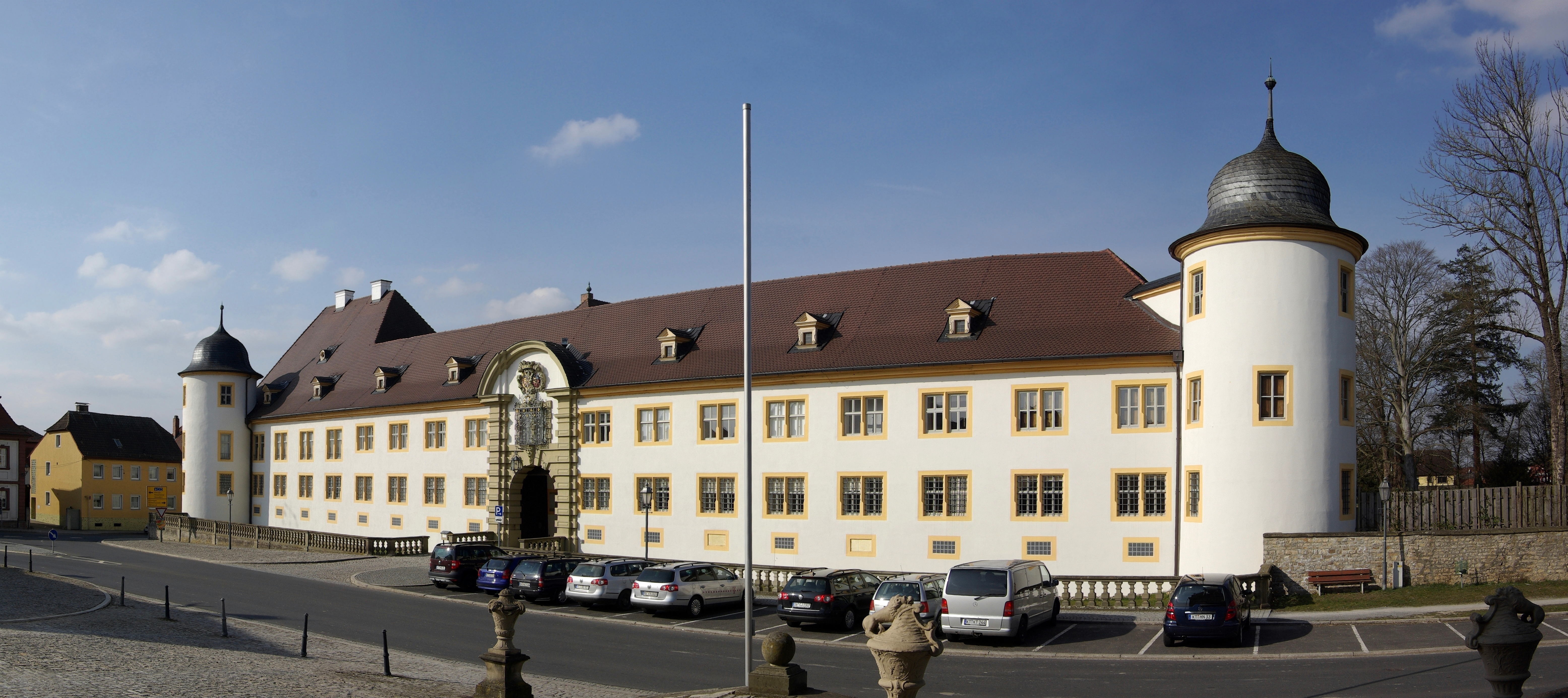
Ostflügel von Schloss Wiesentheid

An der Stelle des heutigen Schlosses stand bereits eine mittelalterliche Wasserburg. Der älteste noch heute erhaltene Bau ist das in der Südwestecke befindliche Wohnhaus, das noch auf die Zeit des ausgehenden 16. Jahrhunderts zurückgeht. Mit dem Übergang der Herrschaft an die von Dernbach und später die Schönborn wurde das Schloss immer wieder erneuert. Von 1711 bis 1720 wurde das Schloss unter der Leitung des Jesuitenpaters Nikolaus Loyson neu gebaut. Neben der Anlage entstand ein Barockgarten, der als einer der schönsten Europas bezeichnet wurde.
Das Schloss präsentiert sich als Geviert von 60 auf 80 Metern. Die Gebäude gruppieren sich um einen rechteckigen Innenhof, während sich im Norden der weitläufige Schlosspark anschließt. Der älteste, winkelförmige Teil in der Südwestecke des Komplexes trägt einen Renaissance-Volutengiebel. Aus dem frühen 18. Jahrhundert stammen dagegen die anderen Trakte, die von vier haubenbekrönten Ecktürmen eingerahmt werden. Die Ostseite wird vom Hauptportal beherrscht. Die Grabenanlage um das Schloss ist noch erkennbar. Im Inneren haben sich bedeutende Stuckarbeiten aus der Bauzeit erhalten.
Der sich im Norden an das Schloss anschließende Park präsentiert sich heute als englische Gartenanlage. Zwischen 1715 und 1720 entstand unter der Leitung des Gartenbaumeisters Johann David Fülken zunächst ein großer Barockgarten. Der Barockgarten fiel der neuen Mode des englischen Landschaftsgartens im 19. Jahrhundert zum Opfer. Graf Franz Erwein verkaufte 1826 das „Lusthaus“ auf Abbruch. Die Figuren im Garten wurden zerstört, der Schotter diente der Straßenpflasterung. Heute umfasst die Anlage etwa 10 Hektar, die sich um einen See gruppieren.

#### Rathaus
Das Wiesentheider Rathaus am Kreuzungspunkt der Kanzleistraße und der Balthasar-Neumann-Straße entstand ebenfalls im Zuge der Barockisierung des Ortsbildes. Das alte Rathaus der Gemeinde hatte in der Nähe des Marienplatzes gestanden. An dieser Stelle war zunächst nur eine große Hofanlage verortet. Gefördert durch die Herrscher aus der Familie Schönborn wurde das Haus an die wichtige Kreuzung verlegt und von 1741 bis 1743 erbaut. In den Räumlichkeiten war zeitweise auch die schönborn’sche Verwaltung für die Grafschaft untergebracht. Heute hat die Verwaltungsgemeinschaft Wiesentheid hier ihren Sitz.
Das Rathaus präsentiert sich als Rokokobau, der mit einem ausladenden Mansarddach abschließt. Es besitzt mehrere zwei übereinanderliegende Ebenen von Dachgauben und schließt mit einem zentralen, laternenartigen Uhrtürmchen ab. Zentral wurde am Bau das Portal angebracht. Es besitzt einen Rundbogen und einen ebenfalls runden Giebel. Darüber wurde das Wappen der Gemeinde Wiesentheid angebracht, das wohl vom Erlanger Johann Karl Reuß im 18. Jahrhundert geschaffen wurde.

#### Kreuzkapelle/Jakobskapelle

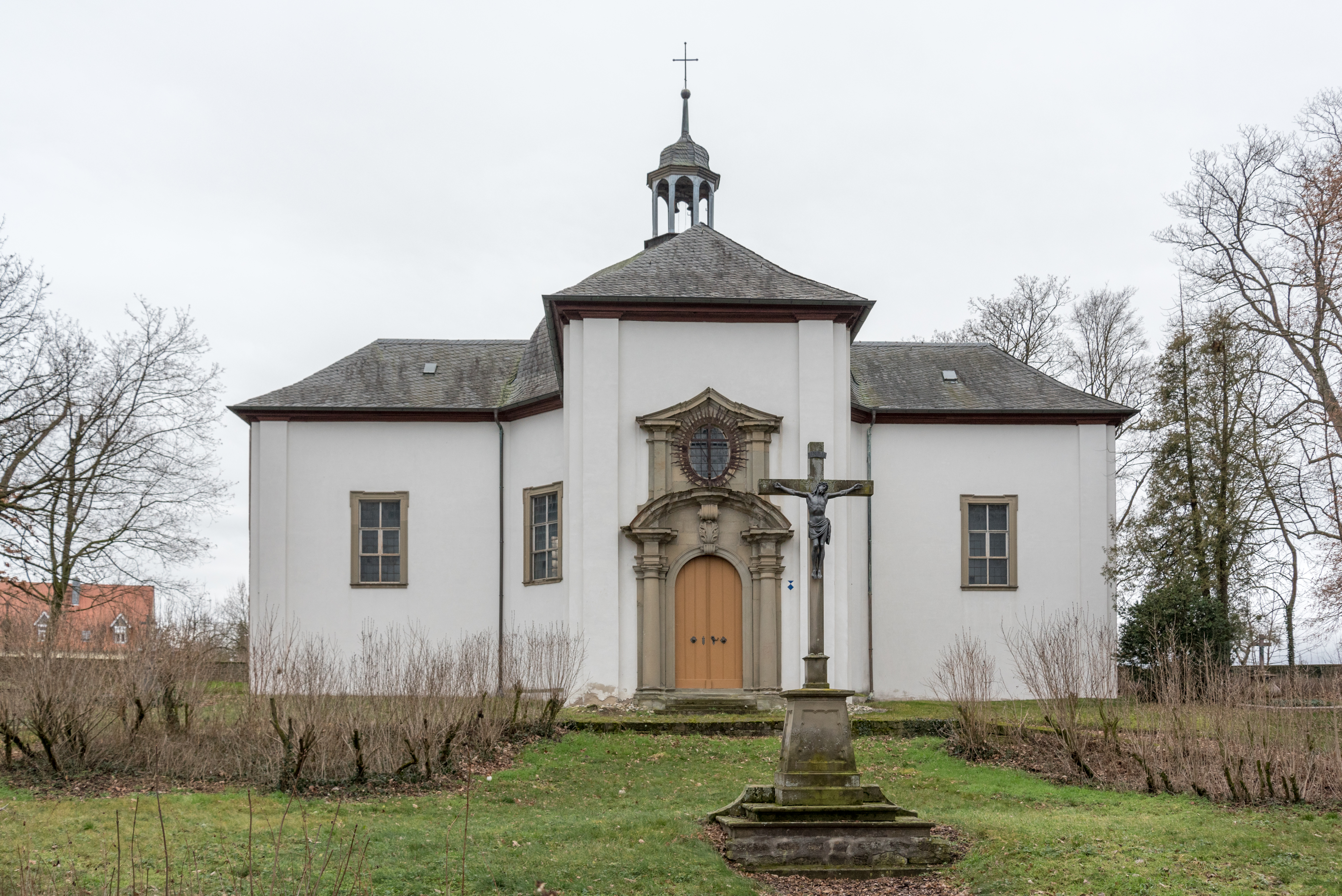
Kreuzkapelle/Jakobskapelle an der Feuerbacher Straße

An der Feuerbacher Straße am westlichen Ortsrand befindet sich die Kreuz- oder Jakobuskapelle, die ihren Namen von ihrer charakteristischen Form ableitet. Bereits unter den Dernbach entstand an dieser Stelle eine Grabkapelle, die später von den Grafen von Schönborn übernommen und weitergenutzt wurde. Umfassende Veränderungen erfuhr die Kapelle im Jahr 1712, als man den achteckigen Bau erweiterte, vier Flügel anfügte. Wie beim Schloss zeichnete auch hier der Jesuitenpater Loyson verantwortlich. Es entstand auch eine Familiengruft unterhalb der Anlage.
Der zentrale Rundbau der Kapelle wird heute von einem Dachreiter mit Glocke überragt. Auf die Erweiterungen des 18. Jahrhunderts gehen die vier Flügel zurück, die der Kapelle ihr charakteristisches Äußeres verleihen. Wie bei Kirche und Schloss wurden auch in der Kapelle namhafte Künstler für die Ausstattung berufen. Ebenso wie die St.-Mauritius-Kirche weist dieses Gotteshaus aufgemalte Scheinarchitektur auf. Auf dem Deckengemälde stürzt die Decke auf einer Seite ein. Mehrere erschrockene Personen sind auf einem Umlauf dargestellt. Geschaffen wurde das Gemälde von Francesco Marchini, der sich auf die sogenannte Illusionsmalerei spezialisiert hatte.

#### Weitere bemerkenswerte Privathäuser und Höfe
In Wiesentheid haben sich viele weitere Häuser und Höfe vergangener Jahrhunderte erhalten. Bemerkenswert ist, dass die Bauten zumeist auf die Phase der Barockisierung zurückgehen. Spätmittelalterliche Häuser bestehen hier, anders als in vielen anderen mainfränkischen Zentralorten, allerdings keine mehr. Dagegen konzentriert sich der Baubestand auf das 18. Jahrhundert und damit die Stilepochen des Barock und Rokoko.

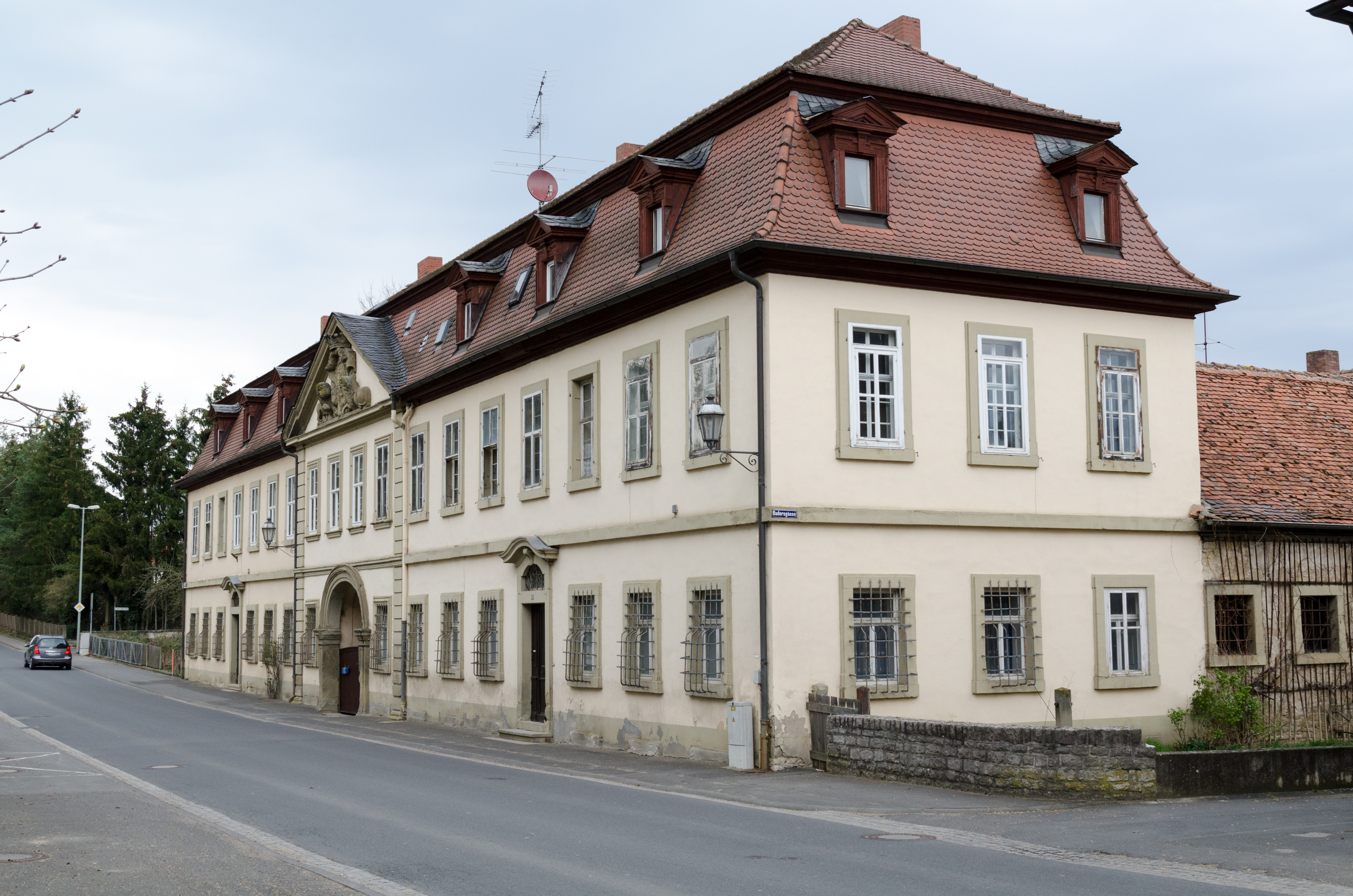
Seehof an der Kanzleistraße

Ältestes Haus des Wiesentheider Ortskerns ist das sogenannte Templerhaus in einem Hinterhof des Marienplatzes. Es wurde zunächst als Verwaltungsgebäude des Deutschen Ritterordens errichtet und datiert auf das beginnende 17. Jahrhundert. 1680 endete die Nutzung durch den Orden, Johann Otto von Dernbach hatte das Anwesen erworben. In der Folge wurde es an Privatpersonen verkauft. Es präsentiert sich als zweigeschossiger Satteldachbau der Renaissancezeit. → siehe auch: Templerhaus (Wiesentheid)
Die Barockisierung des Ortsbildes wurde im Jahr 1710 durch den Bau des Wiesentheider Pfarrhauses südlich der Pfarrkirche eingeleitet. Das Gebäude entstand nach Plänen des Bamberger Baumeisters Johann Leonhard Dientzenhofer. Der Standort am Rande einer kleinen Erhebung führte zu häufigen Renovierungen. Das Pfarrhaus präsentiert sich als zweigeschossiger Walmdachbau. Insbesondere die dem Schloss zugewandte Westseite ist stark gegliedert. → siehe auch: Pfarrhaus (Wiesentheid)
Nach Pfarrhaus und Schloss ließen die Grafen von Schönborn die Verwaltungsgebäude ihrer Grafschaft an der Kanzleistraße errichten. Verantwortlich für die Arbeiten, die zwischen 1723 und 1729 durchgeführt wurden, zeichnet der Wiesentheider Baumeister Johann Georg Seitz. Der nördlich gelegene Seehof erhielt seinen Namen von seiner Nähe zum Wasserbecken im Schlosspark. Er entstand als langgestreckter Mansarddachbau mit Mittelrisaliten. Der zweigeteilte Fasanenhof besteht aus drei Einzelbauten und wurde nach dem Verwalter der Fasanerie benannt, der hier lebte. → siehe auch: Seehof (Wiesentheid) und Fasanenhof (Wiesentheid)

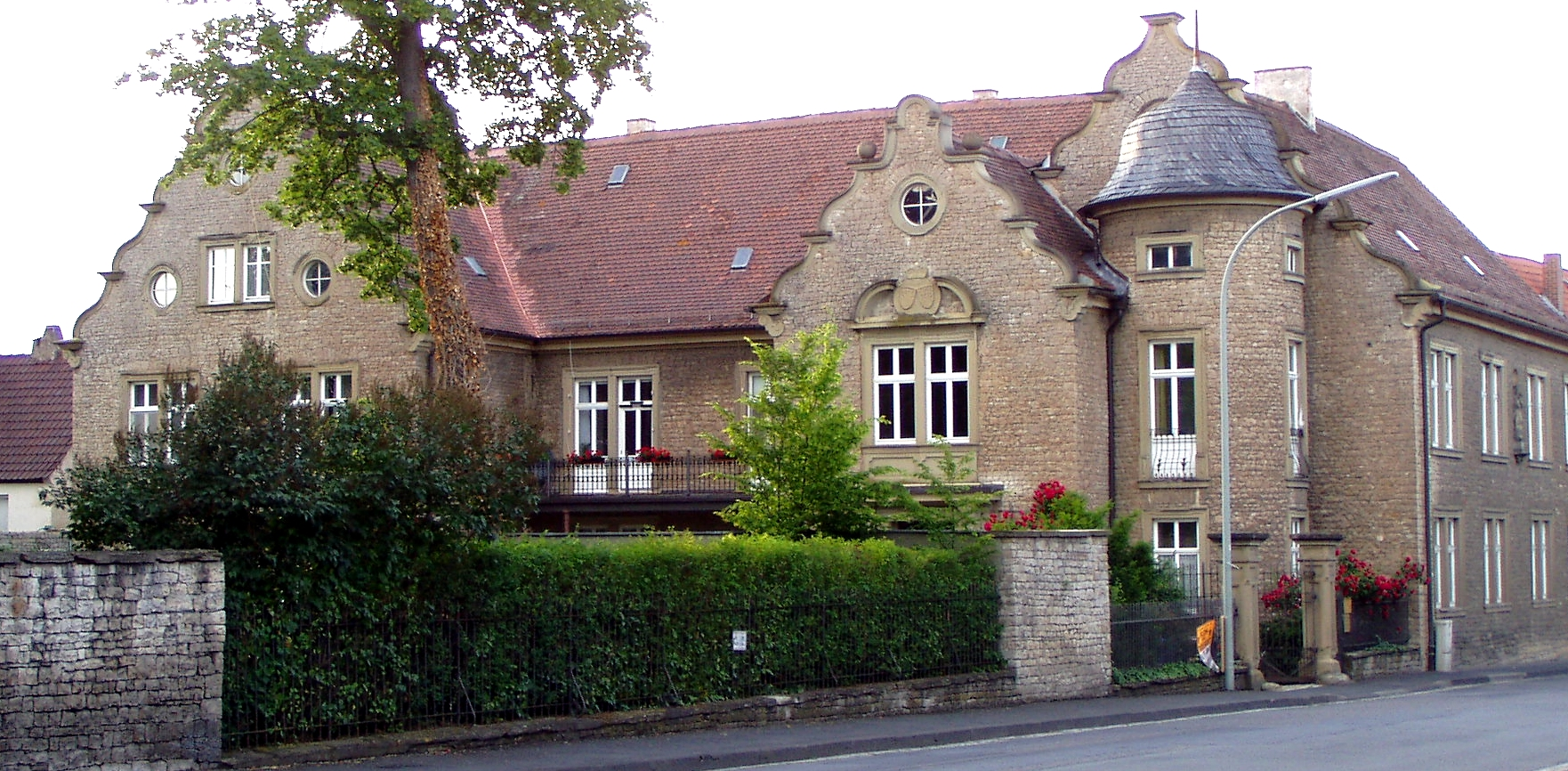
Sogenanntes Schlösschen an der Sophienstraße

Die Untertanen der Grafen zogen erst einige Jahre später mit der Barockisierung ihrer Häuser nach. Die Grafen von Schönborn sorgten mit unverzinslichen Darlehen dafür, dass die Bewohner Wiesentheids ihre Häuser modernisierten und im Stil des Barock umbauten. Besonders viele Bauten entstanden entlang des heutigen Neßtfellplatzes ab den 1730er Jahren. Das Haus Neßtfellplatz 2 entstand 1736 als zweigeschossiger Mansarddachbau mit Eckpilastern und doppelläufiger Freitreppe. Besonders eindrucksvoll ist das Rokokogebäude am Neßtfellplatz 8. → siehe auch: Neßtfellplatz 2
Die Erneuerung des Ortsbildes erfasste auch andere Teile des Altortes. Am Marienplatz wurde die sogenannte Marktapotheke als zweigeschossiger Mansarddachbau in der Mitte des 18. Jahrhunderts erbaut. Noch später entstand das Haus Balthasar-Neumann-Straße 5. Es besitzt im Obergeschoss drei Fenster mit Ohrungen, die außerdem weitere Verzierungen aufweisen. Um die gleiche Zeit wurde auch der ehemalige schönborn’sche Schafhof in der heutigen Bahnhofstraße 9 angelegt. → siehe auch: Balthasar-Neumann-Straße 5 (Wiesentheid) und Bahnhofstraße 9 (Wiesentheid)
Nach der in wenigen Jahrzehnten erfolgten Ortsbilderneuerung und dem Ende der Herrschaft der Familie Schönborn zu Beginn des 19. Jahrhunderts, endete der Bauboom in Wiesentheid. Das 19. und 20. Jahrhundert ist nur noch mit wenigen Bauten vertreten. Besondere Bedeutung hat hierbei das sogenannte Schlösschen, das als Witwensitz für Sophie von Schönborn, geborene von Eltz zwischen 1867 und 1871 entstand. Das Schlösschen präsentiert sich als zweigeschossige Zweiflügelanlage aus Muschelkalkbruchsteinen. → siehe auch: Schlösschen (Wiesentheid)
Die enge Verbindung zum Haus Schönborn wird deutlich, weil viele Bauten im Wiesentheider Kernort den Namen des ehemaligen Adelsgeschlechts tragen. In den Jahren 1926 und 1927 errichtete man den sogenannten Schönborn-Saal als Veranstaltungshalle am Neßtfellplatz 9. Der Saalbau mit Satteldach spielt in seinem Inneren an die barocke Vergangenheit an. Der Veranstaltungssaal wurde mit Pilastern, einer kassettierten Stuckdecke und einer Empore ausgestattet.

#### Bildstöcke und Kleindenkmäler
Als katholisch geprägte Gemeinde haben sich in Wiesentheid und seiner Gemarkung mehrere Bildstöcke oder Martern als Flurdenkmäler erhalten. Sie verweisen auf die Volksfrömmigkeit vergangener Jahrhunderte und wurden zur Ehre Gottes und als Wegzeichen gesetzt, oder hatten eine Mahnfunktion. Auffällig ist, dass auch bei den Bildstöcken überwiegend Exemplare aus dem 18. Jahrhundert stehen. Ältestes Kleindenkmal ist die Figur eines kreuztragenden Christus, ein sogenannter Kreuzschlepper vor dem Pfarrhaus aus dem Jahr 1680.

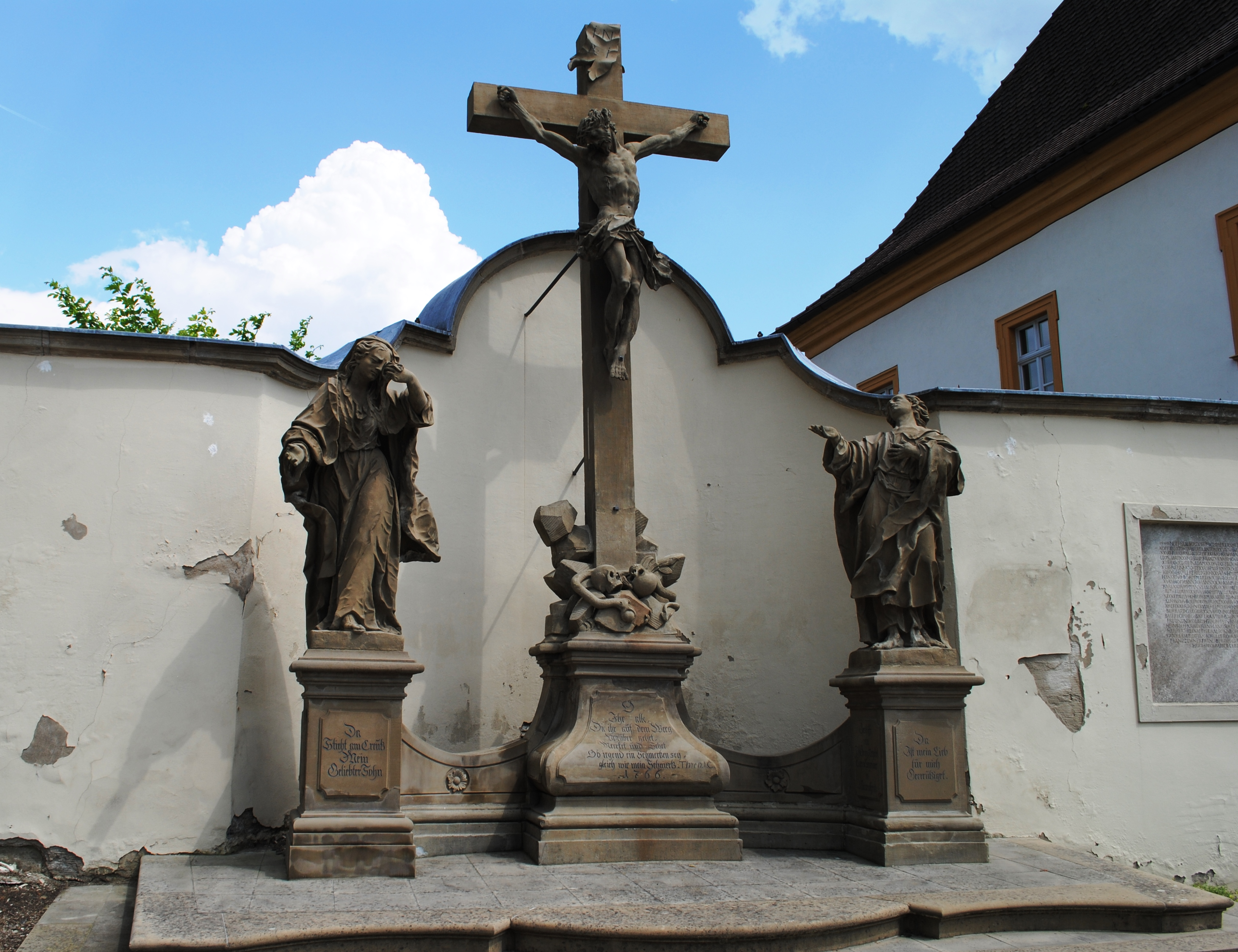
Monumentale Kreuzigungsgruppe von 1766

Der Bildstockbestand ist allerdings durch Vandalismus und Verfall stark bedroht. Besonders häufig wurde die Pietà, die schmerzhafte Muttergottes, auf den Stöcken dargestellt. Eventuell bildeten diese Stöcke die Stationen eines Wallfahrtsweges zur Muttergottes von Dettelbach. Besondere Bedeutung hat auch das Friedhofskreuz des Ortes. Es entstand im Jahr 1730 im Dreinageltypus und wurde wohl von Lucas Anton van der Auwera geschaffen.

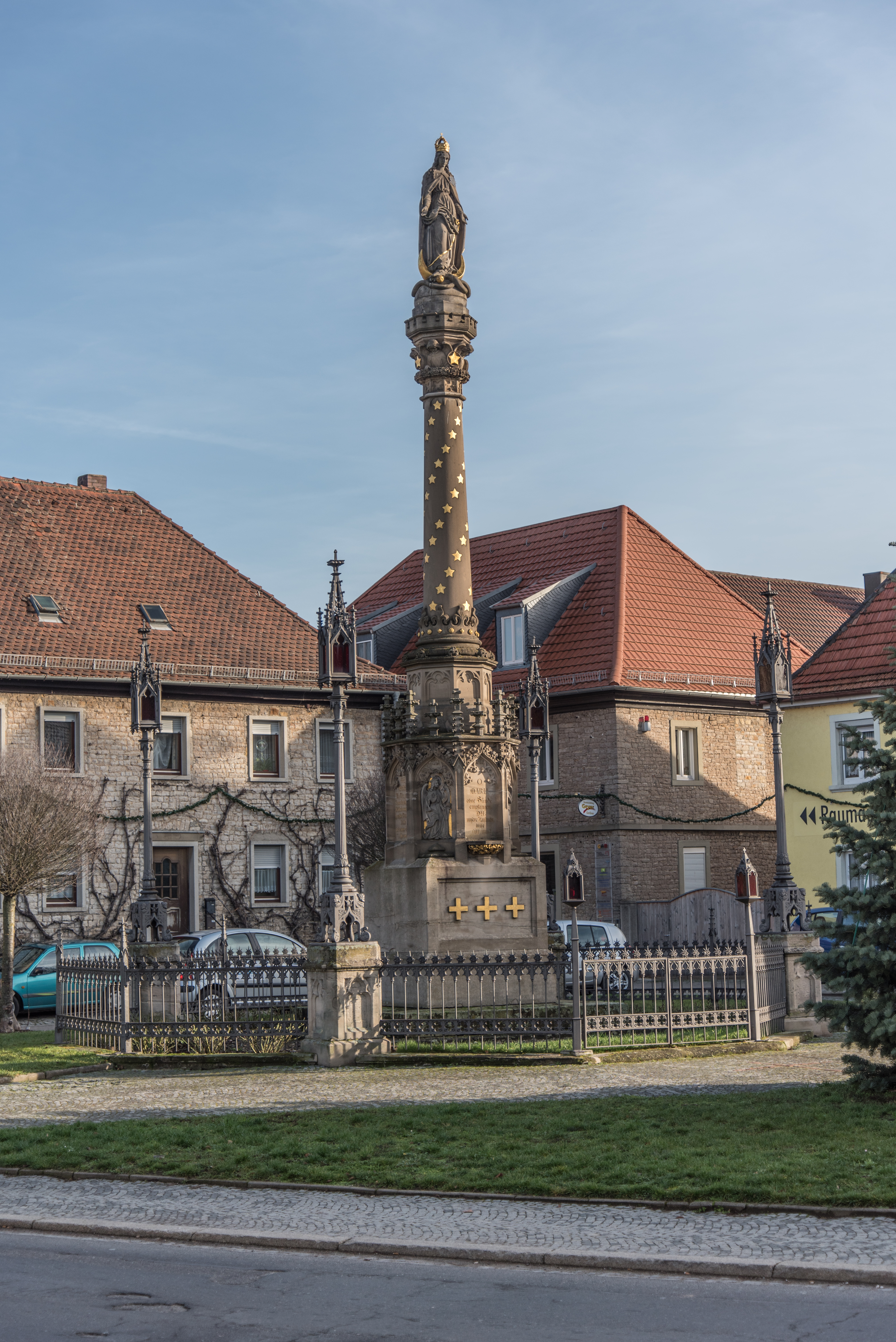
Mariensäule am Marienplatz

Durch die barocke Umgestaltung weilten immer wieder bekannte Künstler in Wiesentheid. Die monumentale Kreuzigungsgruppe zwischen Kirche und Pfarrhaus wurde im Jahr 1766 durch den Wiesentheider Hofschreiner Neßtfell gestiftet und von Lukas Anton van der Auwera aus Würzburg gearbeitet. Die Figurengruppe aus Sandstein zeigt in ihrer Mitte den am Kreuz hängenden Jesus. Um ihn herum gruppieren sich Maria und Johannes. Alle drei Figuren stehen auf Sockeln. → siehe auch: Kreuzigungsgruppe (Wiesentheid)
Vom gleichen Künstler wurde ein Jahr später, 1767, ein Sandsteinrelief in der heutigen Bahnhofstraße 3a geschaffen. Es handelt sich um die Krönung Mariäs. Hausfiguren sind in Wiesentheid wesentlich seltener zu finden, als in den Städten im Maintal, allerdings wurden auch hier einzelne Exemplare, wie die Immaculata am Haus Neßtfellplatz 8 oder die Nischenfiguren in der Bahnhofstraße 2a angebracht.
Den Übergang vom 18. zum 19. Jahrhundert symbolisieren die Hoftore des Ortes. Sie entstanden überall in den Dörfern des Steigerwaldvorlandes und sind in Wiesentheid bis heute weit verbreitet. Es handelt sich um zwei rechteckige Sandsteinsäulen, die mit Kugelzapfen abschließen. Hoftore sind in der Bahnhofstraße 5a, in der Balthasar-Neumann-Straße 7, in der Erweinstraße 6, am Marienplatz 11 und in der Sophienstraße 10 zu finden.
Während die große Bauwelle von Häusern in Wiesentheid im 19. Jahrhundert abebbte, ging die Errichtung von Kleindenkmälern weiter. Zwischen 1859 und 1866 entstand auf dem heutigen Marienplatz die namensgebende Mariensäule durch den Baumeister Carl Alexander Heideloff. Die Mariensäule präsentiert sich im Stil der Neogotik. Bekrönt wird sie von Maria auf der Mondsichel, die eine goldene Krone trägt. Die Eisengalerie und die Kandelaber wurden im Jahr 1959 entfernt und gelangten erst am Ende des 20. Jahrhunderts wieder nach Wiesentheid. → siehe auch: Mariensäule (Wiesentheid)
Im 20. Jahrhundert entstanden weiter Bildstöcke an den Straßenrändern. Aus dieser Zeit haben sich in Wiesentheid sogar besonders viele Exemplare erhalten. Eine andere Form des Kleindenkmals ist das Kriegerdenkmal zwischen Kirche und Pfarrhaus. Es wurde nach dem Krieg 1870/1871 als neobarocker Brunnen errichtet und später um die Namen weiterer Gefallenen der Weltkriege ergänzt.

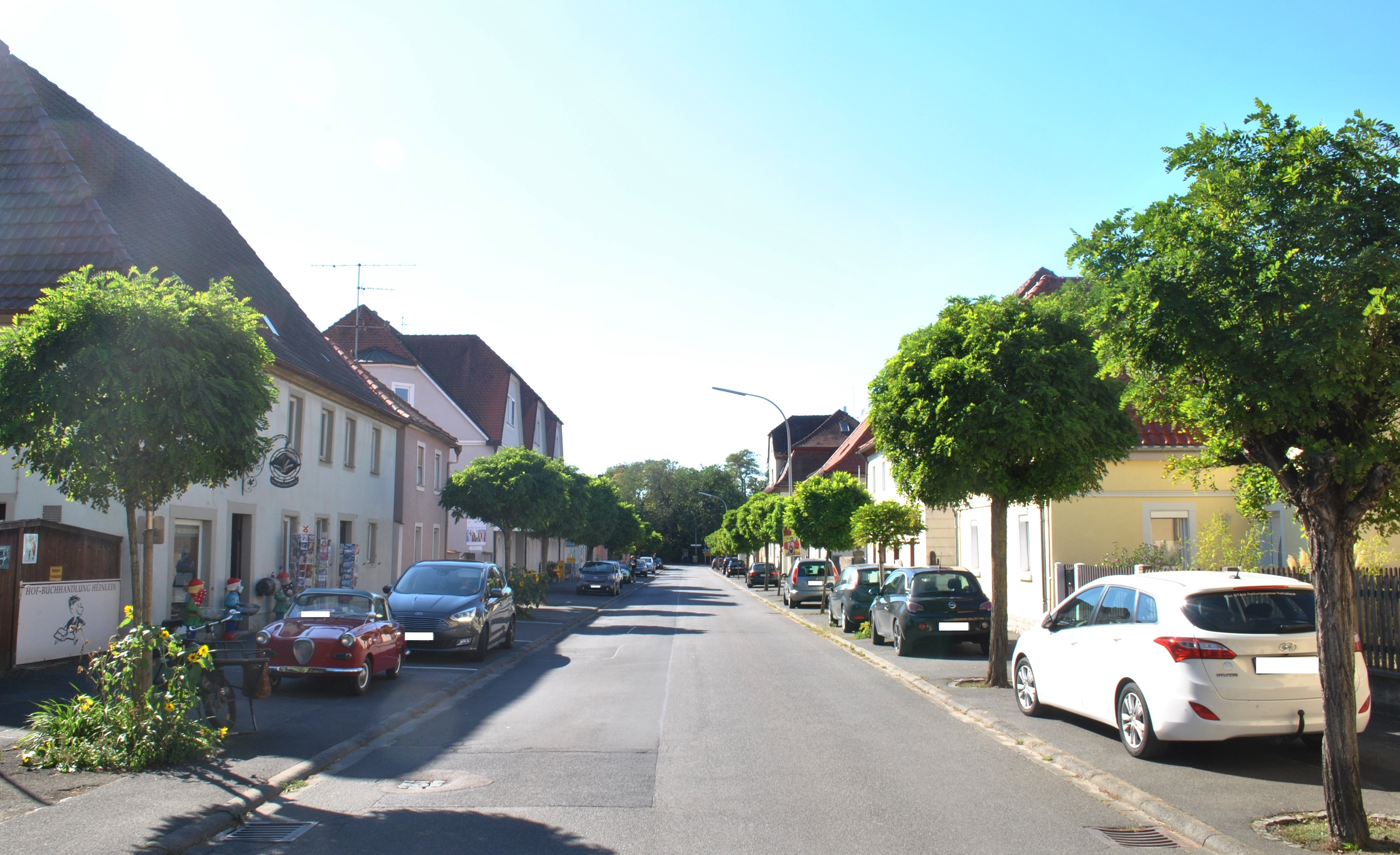
Ensemble Schönbornstraße
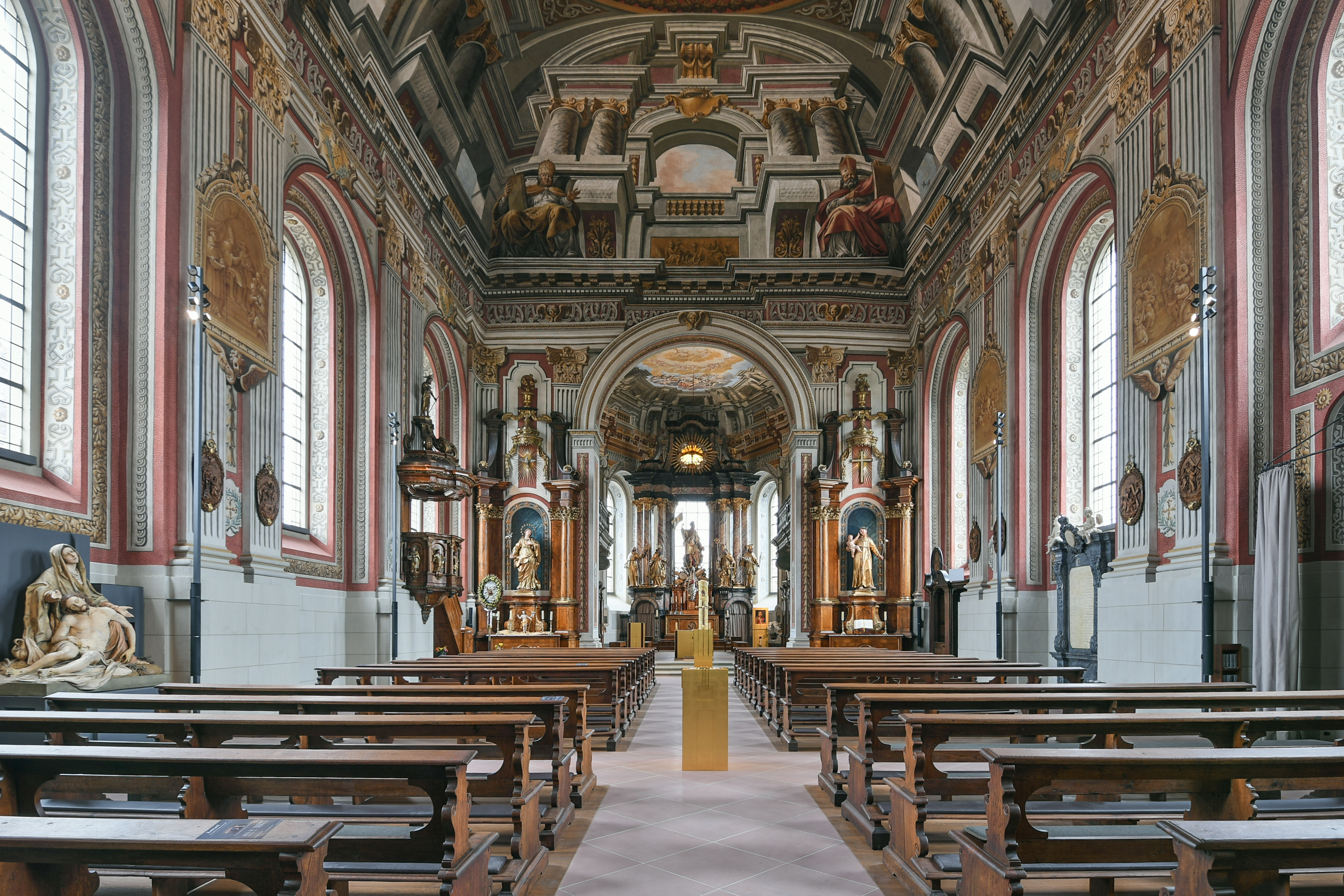
Innenraum der Mauritiuskirche mit Illusionsmalerei
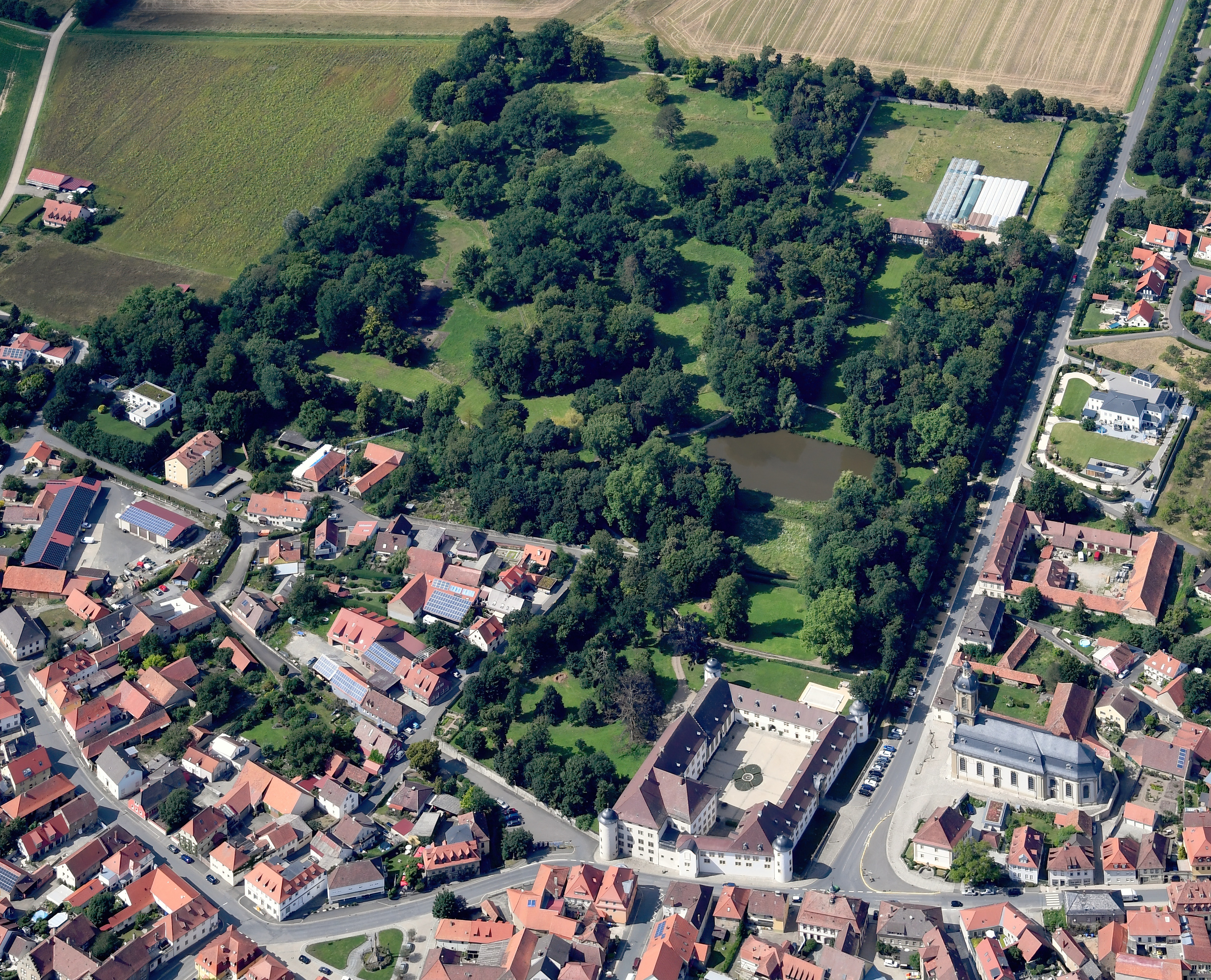
Luftbild des Schlossparks
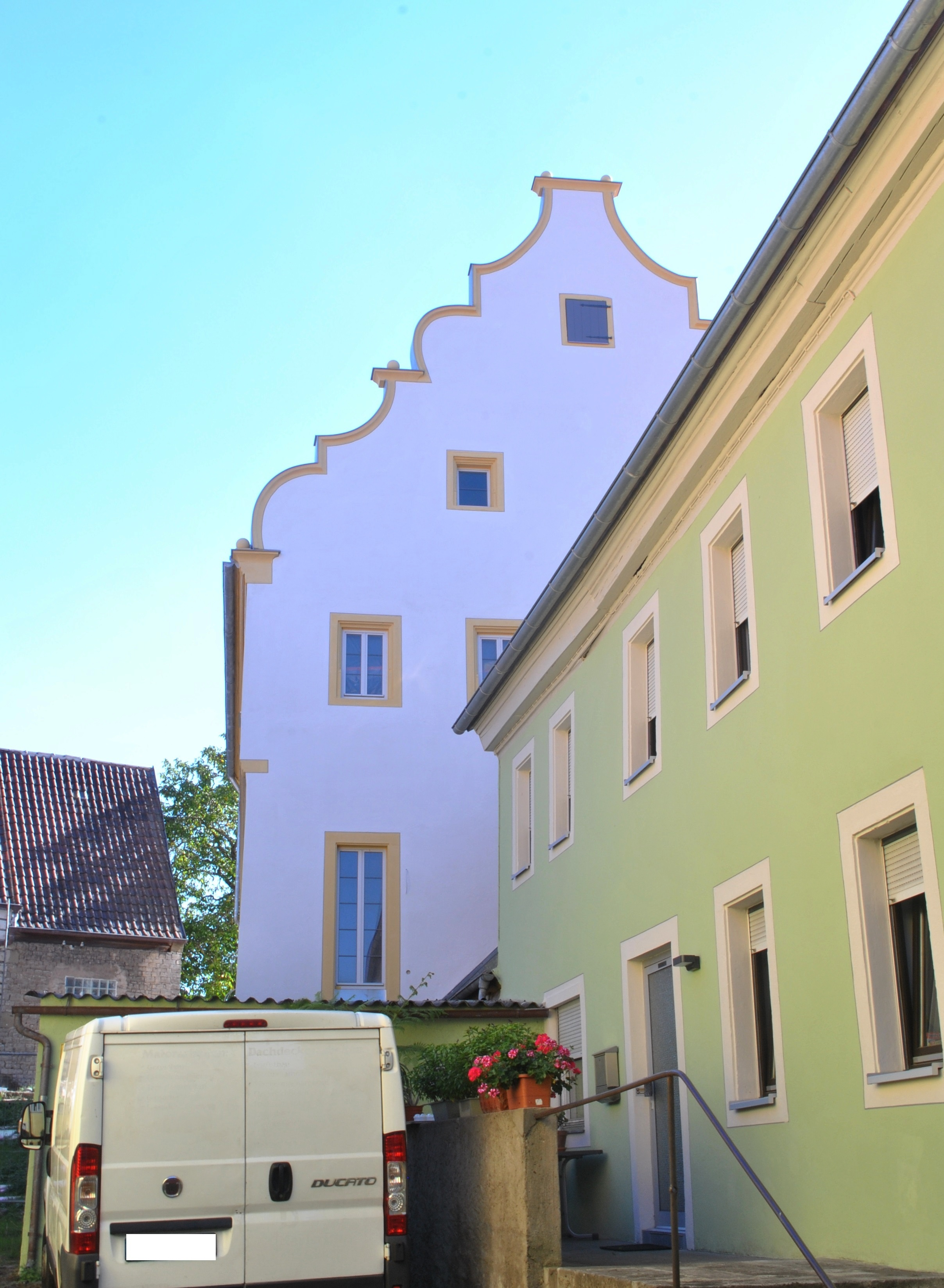
Ehemaliges Templerhaus am Marienplatz
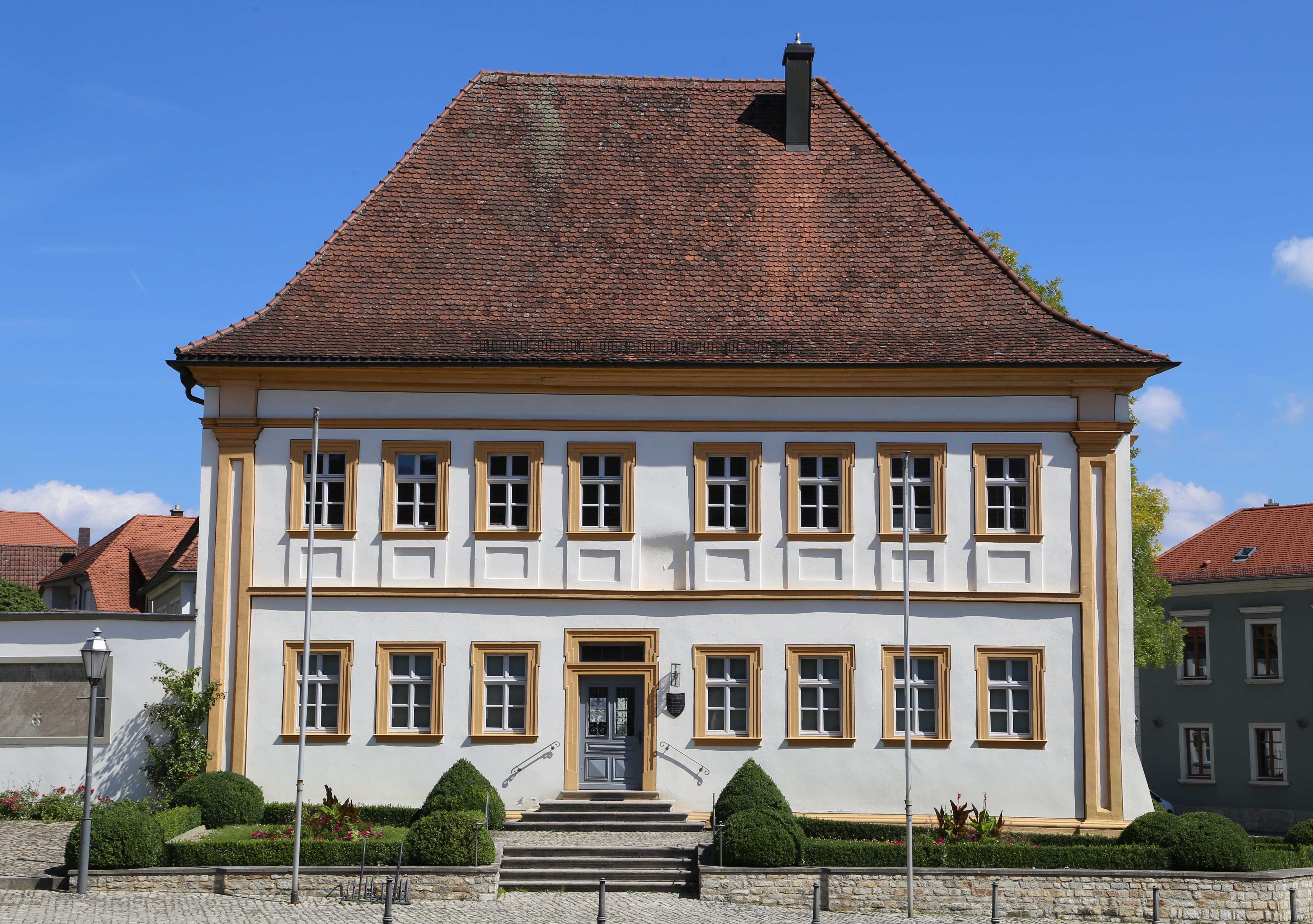
Pfarrhaus neben der Pfarrkirche
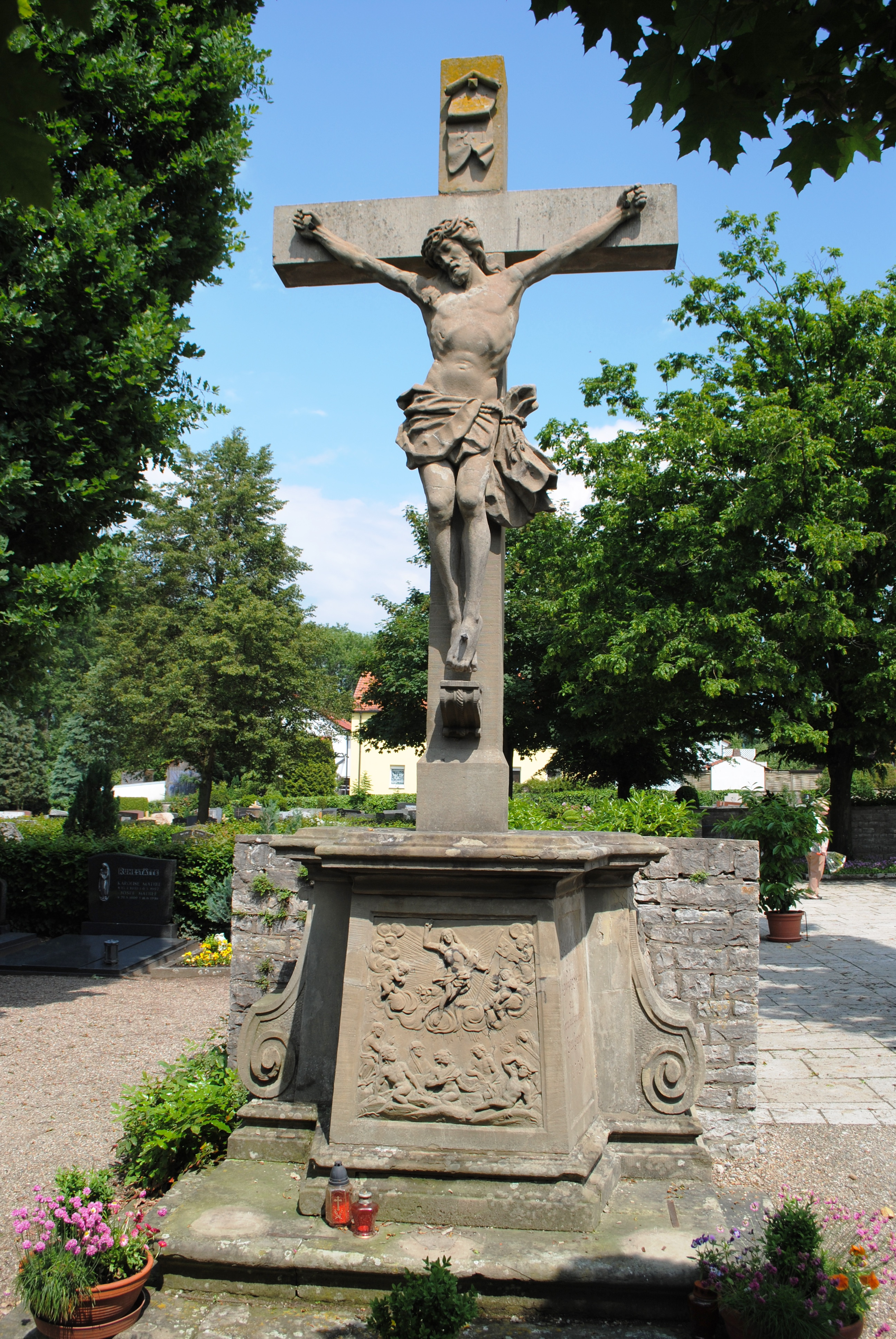
Friedhofskruzifix von 1730
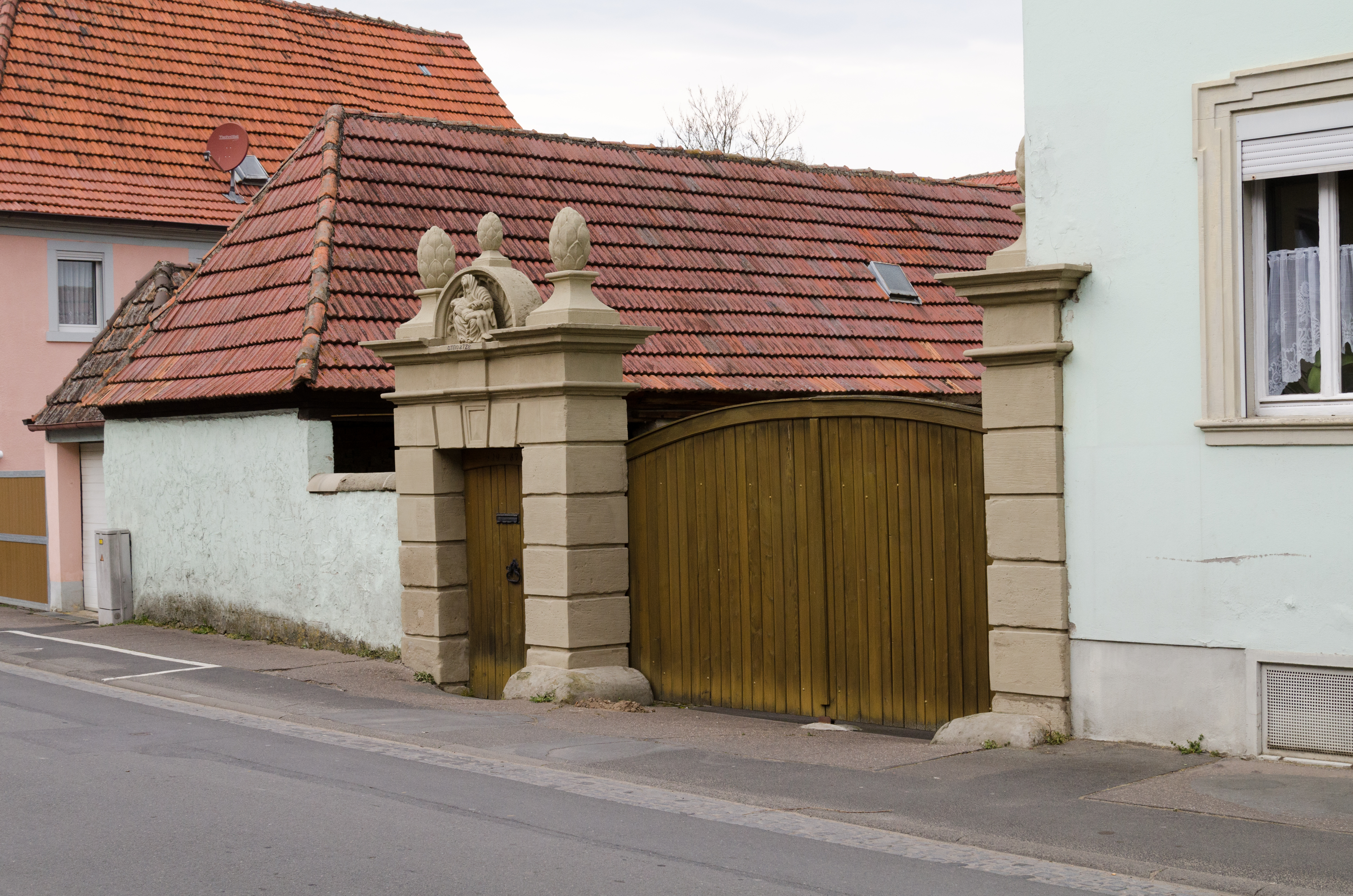
Hoftor in der Sophienstraße 10

### Bürgeraufzug
In Wiesentheid wird seit Jahrhunderten der Aufzug der sogenannten Bürgerwehr praktiziert. Am Kirchweihdienstag tritt die Bürgerwehr, ausschließlich männliche Bewohner Wiesentheids, mit Zylinder, dunklem Anzug und geschultertem Kleinkalibergewehr vor dem Schloss an und holt den Vertreter der ehemaligen Grundherren und seine Familie ab. Unter großer Beteiligung der restlichen Bevölkerung zieht der Aufzug, etwa 300 Personen, dann an die Steigerwaldhalle, wo ein Preisschießen veranstaltet wird. Der erste Schuss steht hierbei dem Grafen von Schönborn zu.
Die Tradition geht wohl auf das 17. Jahrhundert zurück, als sich in Wiesentheid eine Schützengesellschaft gründete. 1669 entstand ein „Schützen-Corps“, das von Georg Adolph Fuchs von Dornheim zur Verteidigung des Ortes aufgestellt wurde. Im Jahr 1780 wurde das Corps in eine Bürgergarde umgewandelt, deren Organisation mit Hauptmann, Offizieren und Avantgarde bereits die heutigen Bezeichnungen vorwegnahm.
Nach der Mediatisierung wurden 1833 alle militärischen Organisationen in Bayern verboten. Die Bürgerwehr wurde nun bis 1845 in die Schützengesellschaft integriert und veranstaltete weiterhin ein Preisschießen. Die heutige Kleiderordnung erließ man im Jahr 1882. Die Nationalsozialisten förderten die Bürgeraufzüge, schafften die Anzüge und Zylinder allerdings wieder ab und ersetzten sie durch eine grün-rote Schärpe. In der Nachkriegszeit konnte die Tradition nicht fortgeführt werden. Erst seit 1949 fanden die Aufzüge wieder statt.

### Mühlen
Die Wiesentheider Gemarkung wird von mehreren kleinen Bächen durchzogen, die alle dem Castellbach zufließen. Sie eigneten sich besonders gut für die Anlage von Wassermühlen. Insgesamt sind fünf Mühlenanlagen, am Sambach und am Fasanenbach, zu verschiedenen Jahrhunderten nachweisbar. Mit der sogenannten Klesenmühle bestand bereits seit dem 14. Jahrhundert nachweislich ein Betrieb. Die meisten Mühlenanlagen datieren allerdings auf das 16. bzw. 17. Jahrhundert.
Da die Schüttung der Bäche Sambach und Fasanenbach zu stark für die Mühlräder waren und man auch die fischreichen Gewässer nicht aufstauen wollte, entstanden vor den Mühlen oftmals Mühlbäche, die von den Hauptflüssen abgezweigt wurden. Im Laufe der Zeit differenzierte sich auch die Nutzung der Mühlen aus. Neben den Getreidemühlen entstanden Sägemühlen. 1686 wurde auch eine Lohmühle zur Zerkleinerung von Gerberlohe urkundliche erstmals erwähnt.
Im 19. Jahrhundert gerieten die kleinen Mühlbetriebe um Wiesentheid zunehmend durch größere in wirtschaftliche Bedrängnis. Man begann die Mühlen mit neueren Antriebsarten auszustatten, um die Rentabilität zu erhöhen. Zu dieser Zeit entstanden auch meist die heute noch vorhandenen Bruchsteinhäuser als Hauptgebäude. Neuanlagen von Mühlen war nun die große Ausnahme. Eine Ausnahme bildete die Mühle in der Gartenstraße, die als Wasserkraftwerk während der NS-Diktatur genutzt wurde. In der Mitte des 20. Jahrhunderts begann das große Mühlensterben.
| Name                      | Gewässer                | Zustand         | Eckdaten |
| ------------------------- | ----------------------- | --------------- | --- |
| Erlachsmühle              | Sambach                 | stark verändert | Ersterwähnung 1691, Aufgabe 1941                                                                            |
| Freundsmühle              | Mühlgraben, Fasanenbach | erhalten        | Ersterwähnung 1548, besteht bereits vorher, Namen: Untere Mühle, Hirschenmühle, Gärtnersmühle, Aufgabe 1964 |
| Klesenmühle               | Mühlgraben, Sambach     | stark verändert | Ersterwähnung 1327, Namen: Obere Mühle, Glasermühle, Herrenmühle, Kläsenmühle, Aufgabe unklar               |
| Lohmühle                  | Mühlbach, Fasanenbach   | stark verändert | Ersterwähnung 1686, Aufgabe vor 1950                                                                        |
| Mühle in der Gartenstraße | Fasanenbach             | stark verändert | wohl in den 1930er Jahren erbaut, Aufgabe nach 1945                                                         |

### Gnadenkirche

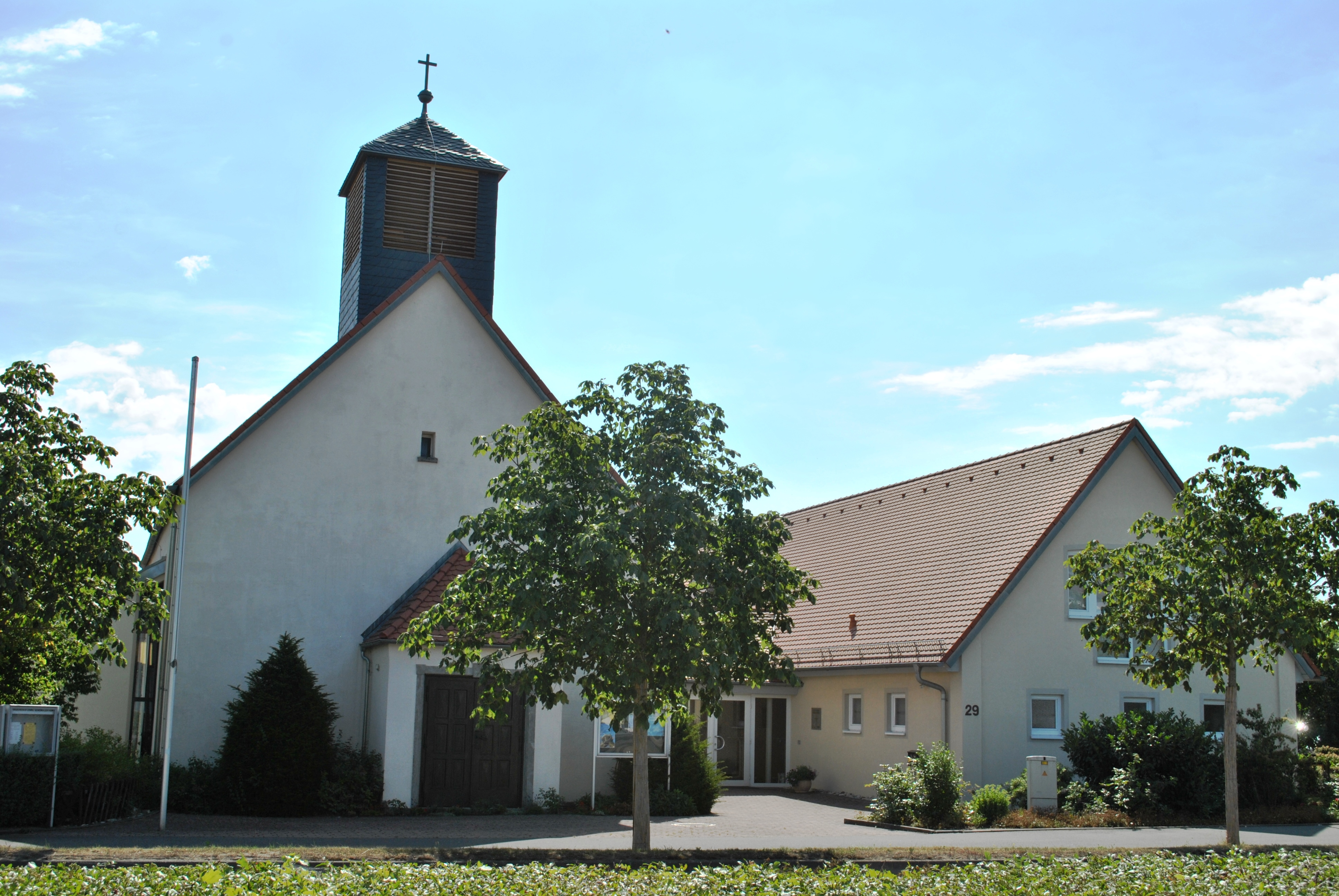
Gnadenkirche in der Bahnhofstraße

Die Gnadenkirche in der Bahnhofstraße am Rande des Altortes ist der Versammlungsort der jungen lutherischen Gemeinde und Filiale der Peter-und-Pauls-Kirche in Rüdenhausen. Lange Zeit mussten die wenigen Wiesentheider Lutheraner ins nahe Rüdenhausen fahren, um den Gottesdienst zu besuchen. Erst 1931 errichtete man einen Betsaal in der Geesdorfer Straße. Erst durch die Flüchtlinge nach dem Zweiten Weltkrieg kam es zu vermehrten Zuzug von Protestanten nach Wiesentheid. Am 7. Juli 1952 begann der Bau der Gnadenkirche. Sie wurde im Advent desselben Jahres von Bischof Hans Meiser geweiht.
Die Kirche ist gewestet. Sie schließt mit einem schlichten Satteldach ab. Ein kleiner rechteckiger Dachreiter wurde auf der Westseite angebracht. Das Gotteshaus ist durch einen Verbindungsgang mit dem danebenliegenden Gemeindehaus verbunden. Die Innenausstattung setzt sich zumeist aus Leihgaben älterer Gotteshäuser zusammen. Bedeutendstes Stück ist wohl das Abendmahlsbild, das aus der Werkstatt des Giovanni Battista Tiepolo stammen soll. Die Fenster wurden vom Rimbacher Künstler Willi Götz gearbeitet.

### Archive und Bibliotheken
Wiesentheid besaß mit dem Schlossarchiv Wiesentheid mit Pommersfelden, Grafen von Schönborn ein bedeutendes Herrschafts-, Haus- und Familienarchiv. Die Bestände sind heute allerdings nach Würzburg ins Staatsarchiv ausgelagert. Im Archiv sind besonders die umfassenden Korrespondenzen der Familie Schönborn untergebracht, die im 17. und 18. Jahrhundert mehrere bedeutende Persönlichkeiten der Germania Sacra hervorbrachte. In Wiesentheid saß lange Zeit ein für die Bestände zuständiger Archivar.
Statt einer Leihbücherei in städtischer Hand besteht in Wiesentheid die Carl-Stumpf-Bibliothek, die nach dem bedeutenden Philosophen und Psychologen benannt ist. Ihre Bestände umfassen ca. 8000 Medien, darunter viele Bücher, Zeitschriften, Gesellschaftsspiele, Hörbücher, Konsolenspiele und CDs. Die Bibliothek ist über den e-Medien-Verbund Bayern mit anderen bayerischen Bildungsinstitutionen vernetzt. So wird Zugriff auf über 250.000 Medien ermöglicht.

### Sagen

#### Der Heimbach
Viele Sagen in Wiesentheid drehen sich um den sogenannten Heim- oder Hainbach, der zwischen dem Markt und Rüdenhausen verläuft und dabei auch den sogenannten Heimbachtannig durchquert.
Im nahen Dettelbach lebten vor langer Zeit die edelfreien Mattonen, die viele Klöster in der Umgebung stifteten und so die Christianisierung vorantrieben. So hatten sie auch Mönche im Ort „Wisenhaida“ angesiedelt. Nichtsdestotrotz war der alte Glauben in der einfachen Bevölkerung noch tief verwurzelt, die zauberkundigen Waldfrauen mussten sich allerdings immer tiefer in die Wälder und so auch in den Heimbachtannig zurückziehen.
Der Mattone aus Dettelbach hatte nur einen einzigen Sohn, der plötzlich erkrankte und in kurzer Zeit sein Augenlicht verlor. Der Vater versuchte alles, um dem Sohn zu helfen. Nachdem nichts geholfen hatte, erinnerte sich ein Knecht an die weise Frau im Heimbachtannig, die das Augenwasser des Baches anzuwenden wisse. Also brachte der Christ sein Kind vor die Heidin, die ihm einen Trank aus Krötenhaut und Kräutern mit dem Wasser des Heimbachs zubereitete.
Das Kind gesundete durch die Behandlung mit dem Gebräu zusehends und konnte nach wenigen Wochen gesund in die Burg in Dettelbach zurückkehren. Der Mattone zog daraufhin eine Bannmeile um den Wald. Obwohl er nun überall in der Umgebung gegen die letzten Vertreter des Heidentums kämpfte und das Christentum sich schnell verbreitete, blieb die alte Frau im Wald unbehelligt und durfte den Glauben an die alten Götter behalten.

#### Ein Schatzfund
In den Gärten in der Nähe der Feuerbacher Straße soll den Gärtnern immer wieder ein großes Feuer erschienen sein. Daneben sollen mehrere mysteriöse Männer mit Büchern gestanden haben. In einem der Gärten sollte ein Brunnen gegraben werden. Als man bereits sehr tief vorgestoßen war, entdeckte man wunderschöne Asche. Als man sie auffangen wollte, um mit ihr zu düngen, verwandelte sie sich in Geld.

#### Die Lag
Das Flurstück Lag im Westen der Abtswinder Straße besteht aus einem kleinen Wald und mehreren Feldern an der Straße. Hier sollen sich viele Sagen zugetragen haben. So erzählte man sich, dass dort der sogenannte Lagfuchs umging. Die Jäger schossen nicht auf ihn, weil sie Angst vor den Flüchen des Fuchses hatten. Der Lagfuchs fraß auch den Mädchen, die hier die Tiere weideten, die Brotzeit aus den Körben.
Als ein Mädchen einmal sein Vieh in der Lag grasen ließ, kam plötzlich ein Reiter ohne Kopf aus dem Wald geritten. Er umkreiste die Viehherde und war bald darauf wieder verschwunden. Ein Bauer verlor seine Kuhherde in der Lag. Als er aus Wiesentheid Leute geholt hatte, die Kühe zu suchen, waren die Tiere wieder zurückgekehrt. Manchmal erschien in der Lag auch ein verwunschener Siebener, der ohne Kopf die Schäfer heimsuchte.

## Wirtschaft und Infrastruktur

### Wirtschaft

#### Industrie und verarbeitende Unternehmen
Die Nähe zu den europäischen Hauptverkehrsachsen führte in Wiesentheid seit den 1960er Jahren zu einer Ansiedlung von Industrie- und verarbeitenden Unternehmen. Es entstanden im Süden des Altortes mehrere Industriegebiete, die heute nahezu dieselbe Fläche wie die Wohngebiete einnehmen. Zwei „Global Player“ existieren, die als mittelständische Unternehmen jeweils Arbeitsplätze für über 100 Arbeitnehmer bieten. Die Ansiedlung von verarbeitenden Unternehmen hat eine lange Tradition. Bereits 1865 war mit dem Dampfsägewerk Emil Dern und Cie. ein protoindustrieller Betrieb entstanden.
Größter Arbeitgeber vor Ort ist heute die Firma Göpfert Maschinen, die sich auf die Herstellung von Maschinen zur Verarbeitung von Wellpappen spezialisiert hat. Im Jahr 1950 im nahen Marktbreit gegründet, zog das Unternehmen 1973 nach Wiesentheid um. Im Jahr 1985 stieg der Betrieb mit der Auslieferung eines 5,5 Meter breiten Flexodruck-Slotters zu einem der weltweit führenden Unternehmen der Branche auf. 2015 expandierte die Firma in die USA. 2018 bot die Firma Göpfert etwa 320 Arbeitsplätze. → siehe auch: Göpfert Maschinen
Vielfach mit Preisen ausgezeichnet wurde die Firma Möhringer. Das Unternehmen wurde bereits im Jahr 1885 gegründet und beschäftigt heute etwa 130 Menschen. Möhringer beliefert die holzverarbeitende Industrie mit Maschinen und Lagersystemen. Neben den mittelständischen Unternehmen bestehen in Wiesentheid aber auch viele kleinere Betriebe, darunter mehrere Handwerksbetriebe mit einigen Angestellten.

#### Einzelhandel und Dienstleistungen

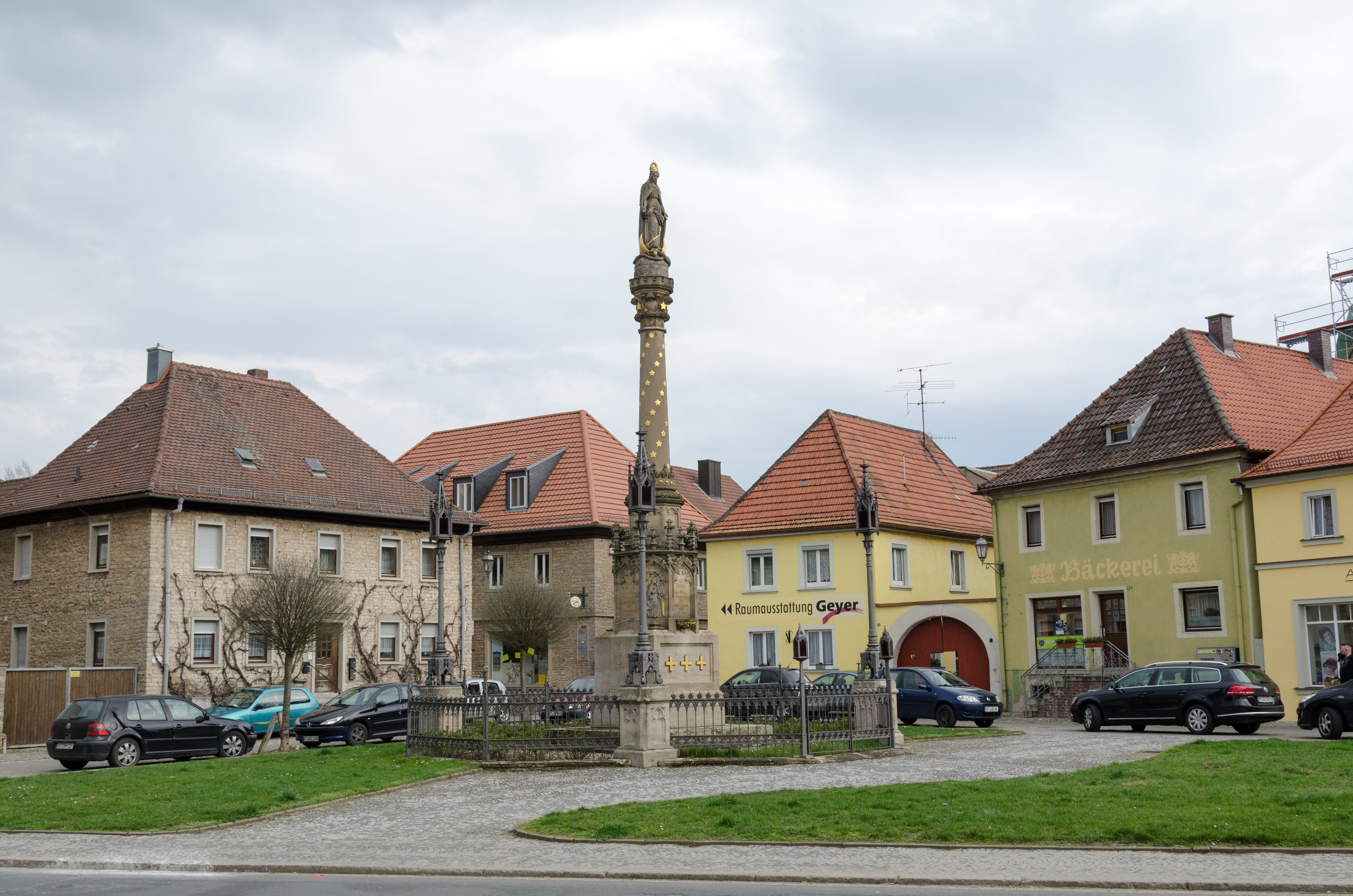
Am Marienplatz haben sich mehrere Dienstleistungsunternehmen angesiedelt

Große Bedeutung für den Ort und das den zentralen Landkreis Kitzingen umfassende Einzugsgebiet von Wiesentheid mit circa 20.000 Einwohnern haben auch die vielen Einzelhandel- und Dienstleistungsunternehmen. Diese sind ebenfalls in den Industriegebieten ausgelagert, finden sich allerdings auch in geringerer Zahl an den Ausfallstraßen und am Marienplatz. Neben den großen Supermarktketten existieren einige kleinere Dienstleister. Als Unterzentrum bietet Wiesentheid Waren des täglichen Bedarfs. Die Versorgung mit Waren des gehobenen Bedarfs wird in den Mittelzentren Kitzingen und Volkach sichergestellt.
Eine besonders lange Tradition hat der Bankenstandort Wiesentheid. Heute steht in Wiesentheid eine der beiden Hauptstellen der Raiffeisenbank Mainschleife-Steigerwald, die Filialen in den Landkreisen Kitzingen, Schweinfurt und Würzburg unterhält. Daneben besteht im Ort auch eine Filiale der Sparkasse Mainfranken mit Sitz in Würzburg. Zeitweise war in Wiesentheid eine der Hauptfilialen der Castellbank angesiedelt. Die Bank wurde allerdings 2021 geschlossen. → siehe auch: Raiffeisenbank Mainschleife-Steigerwald
Im nördlichen Teil des Schlossparks siedelte sich mit der „Fränkischen Toskana“ außerdem eine große Gärtnerei mit Gartenbauunternehmen an. Sie verweist auf die jahrhundertealte Tradition der Gartenkunst, die im Ort spätestens mit der Anlage des Schlossparks gepflegt wird. Die Gärtnerei hat sich auf große, südländische Kübelpflanzen spezialisiert. Diese Pflanzen können gekauft oder gemietet werden und werden auch bei der Gartengestaltung regelmäßig verwendet. Daneben besteht in den Räumlichkeiten der Gärtnerei ein Café.

#### Weitere Wirtschaftszweige
Der Tourismus mit einem Schwerpunkt auf den barocken Ortskern und die Naturlandschaft der Umgebung wird seit Jahrzehnten von der Gemeinde gefördert. In Wiesentheid stehen mehrere Beherbergungsbetriebe zur Verfügung. Allerdings überwiegt heute vor allem der Ausflugs- und Radtourismus, der von den Hochburgen entlang des Maines, insbesondere der Volkacher Mainschleife organisiert wird. Wiesentheid ist Teil der „Dorfschätze“, in dem sich Tourismusdestinationen entlang der A 3 zusammengeschlossen haben. Ein Hinweisschild an der Bundesautobahn verweist auf die barocke Geschichte.
In Wiesentheid ist der Sitz des Produktions- und Logistikzentrum des Blutspendedienstes des Bayerischen Roten Kreuzes untergebracht. Hier werden die in ganz Bayern entnommenen Blutspenden binnen eines jeden Tages gesammelt und weiterverarbeitet. Am Standort werden Blutkomponenten hergestellt, sowie die Testung aller Spenden übernommen. Von Wiesentheid aus wird die Planung des gesamten bayerischen Blutspendeaufkommens vorgenommen.

### Verkehr
Die Gemeinde Wiesentheid ist heute ein Verkehrsknotenpunkt im Zentrum des Landkreises Kitzingen. Die meisten Straßenverbindungen laufen im Hauptort zusammen, der sich auch durch diese Anbindung in den letzten Jahrzehnten zu einem Wirtschaftsstandort entwickelte. Die zentrale Lage Wiesentheids wurde bereits im ausgehenden 17. Jahrhundert mit der Markterhebung erkannt. Allerdings blieb der Ort noch bis in die zweite Hälfte des 20. Jahrhunderts nur von regionaler Bedeutung, wobei der Autobahnbau in den 1960er Jahren eine Neuorientierung einleitete.
Bedeutendste Straßenverbindung ist heute die zweitlängste Autobahn Deutschlands, die Bundesautobahn 3/Europastraße 45. Sie verläuft allerdings nicht in Wiesentheider Gemarkung, sondern wird über das Gebiet des im Süden gelegenen Rüdenhausen geführt. Ebenfalls in Rüdenhäuser Gemarkung liegt die Anschlussstelle 75, die jedoch nach Wiesentheid benannt wurde. In Nord-Süd-Richtung direkt an Wiesentheid vorbei führt die Bundesstraße 286 mit einer Auffahrt im Nordosten des bebauten Gebietes, sowie der Autobahnverbindung bei Rüdenhausen.
Von überregionaler Bedeutung sind außerdem die beiden Staatsstraßen, die sich in Wiesentheid kreuzen und zwischen Marien- und Neßtfellplatz eine kurze Strecke lang als Balthasar-Neumann-Straße parallel geführt werden. Die St 2420 erschließt als Rüdenhausener Straße bzw. Bahnhofstraße die südlichen Industriegebiete und die Autobahn und wird im Norden als Prichsenstädter Straße in die gleichnamige Nachbarstadt weitergeführt. Die Staatsstraße 2272 verläuft in Ost-West-Richtung als Feuerbacher Straße, Sophienstraße, Balthasar-Neumann-Straße und Nikolaus-Fey-Straße. Sie verbindet Wiesentheid mit den Ortsteilen Feuerbach im Westen und Geesdorf im Osten.
Die zentrale Lage Wiesentheids wird auch durch die Kreisstraßen unterstrichen, die hierher führen. Von Norden her kommend erreicht die Kreisstraße KT 10 den Ort als Kanzleistraße. Sie verbindet Wiesentheid mit Reupelsdorf und der Mainschleife bei Volkach. Die Kreisstraße KT 24 wird im Ort Schönbornstraße bzw. Jahnstraße genannt und führt nach Untersambach. Von ihr zweigt noch auf Wiesentheider Gemarkung die Kreisstraße KT 58 ab, die den Ort mit Abtswind verbindet. Nur von lokaler Bedeutung ist dagegen die als Kolpingstraße weitergeführte Ortsverbindung nach Feuerbach.
Eine Eisenbahnanbindung besitzt Wiesentheid heute nicht mehr. Mit dem ausgehenden 19. Jahrhundert erhielt Wiesentheid einen Anschluss an das bayernweite Eisenbahnnetz. 1893 wurde der Abschnitt Kitzingen-Gerolzhofen der sogenannten Steigerwaldbahn (auch Untere Steigerwaldbahn) fertiggestellt, Wiesentheid wurde mit einem Bahnhof ausgestattet. Die Nebenbahn verband ab 1903 Kitzingen mit dem Schweinfurter Hauptbahnhof und war damit eine der längeren Nebenstrecken in Deutschland. 1981 fuhren zwischen Gerolzhofen und Kitzingen nur noch Personenbusse, der Güterverkehr wurde Mitte 2006 aufgegeben. Alle Reaktivierungsbemühungen scheiterten bisher.

### Bildung

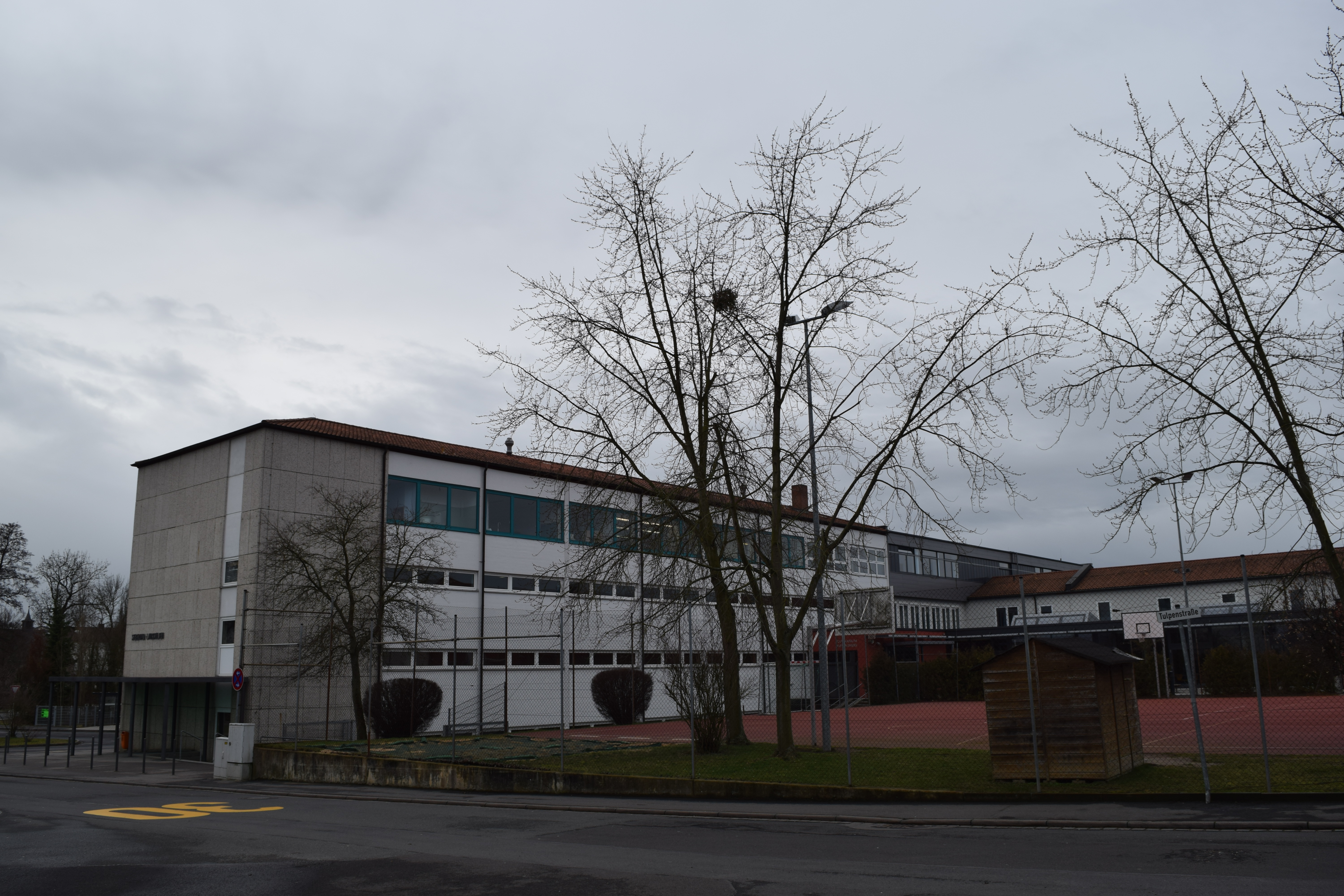
Steigerwald-Landschulheim an der Tulpenstraße

Der Wiesentheider Kernort bildet ein Bildungszentrum für das südliche Steigerwaldvorland. Für die frühkindliche Bildung haben sich insgesamt zwei Kindergärten und eine Kinderkrippe im Ort angesiedelt. Alle drei sind in katholischer Trägerschaft. Daneben besteht mit der Nikolaus-Fey-Grundschule seit 1972 eine Einrichtung für die grundlegende Bildung im Osten des bebauten Gebietes. Die Schule besitzt ein großes Einzugsgebiet, das neben Wiesentheid und seinen Ortsteilen auch die Gemeinden Abtswind, Castell und Rüdenhausen umfasst.
Die im gleichen Gebäudekomplex untergebrachte Mittelschule, die ebenfalls nach dem Wiesentheider Heimatdichter Nikolaus Fey benannt ist, besitzt seit 2018 ein eigenständiges Schulprofil. Ihr Sprengel umfasst den gesamten nordöstlichen Landkreis Kitzingen mit den Gemeinden Abtswind, Castell, Geiselwind, Großlangheim, Kleinlangheim, Prichsenstadt, Rüdenhausen, Wiesentheid, Wiesenbronn mit allen Ortsteilen. Die Nikolaus-Fey-Mittelschule ermöglicht über einen sogenannten M-Zug den Erwerb der Mittleren Reife, sowie den Mittelschulabschluss.
Mit dem Steigerwald-Landschulheim Wiesentheid besteht seit dem Jahr 1945 ein staatliches Gymnasium in Wiesentheid. Es hat seinen Ursprung im Schulraummangel nach dem Zweiten Weltkrieg. Im Jahr 1963 zog die Schule in die heutigen Bauten im Nordnordosten des Ortsgebietes um. Das Gymnasium besuchen heute etwa 450 Schüler und Schülerinnen. Neben der offenen Ganztagsschule besteht ein Internat mit Tagesheim. Weitere weiterführende Schulen im Umkreis sind das Armin-Knab-Gymnasium in Kitzingen, das Franken-Landschulheim Schloss Gaibach und das Egbert-Gymnasium Münsterschwarzach. Realschulen existieren in Dettelbach, Volkach und Kitzingen. → siehe auch: Steigerwald-Landschulheim Wiesentheid

### Vereine und Verbände
| - Arbeiterwohlfahrt-Ortsverein Wiesentheid - Bayerisches Rotes Kreuz Bereitschaft Wiesentheid - Brieftaubenzüchterverein - Bund Naturschutz - Bürgeroffiziere – Historische Bürgerwehr | - Evangelischer Frauenkreis - Freiwillige Feuerwehr mit Feuerwehrverein - Güterwaldkonsortium - Jugendgruppen des Marktes Wiesentheid - KDFB Wiesentheid | - Kolpingfamilie - Musik- und Gesangverein - Partnerschaftskomitee - Pfadfinder „Löwe von Schönborn“ - Steigerwaldklub | - TSV/DJK Wiesentheid 1905 e. V. - VdK Ortsverband - Weltladen - Wirtschafts- und Kulturverein - Zeit füreinander |

## Persönlichkeiten

### Söhne und Töchter des Ortes

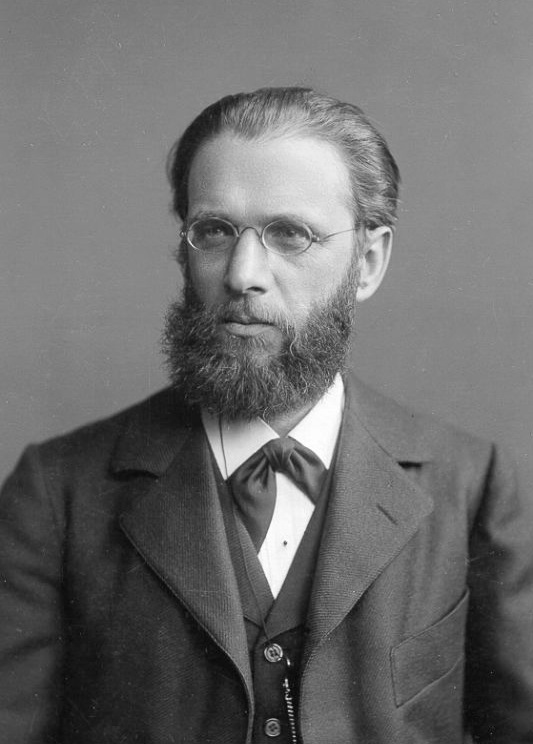
Der Psychologe und Musikforscher Carl Stumpf

- Johann Georg II. Fuchs von Dornheim (1586–1633), Fürstbischof von Bamberg und Streiter für die Gegenreformation sowie unbarmherziger Hexenverfolger („Hexenbrenner“)
- Johannes Seiz (1717–1779), Hofbaumeister im Kurfürstentum Trier
- Erwein von der Leyen (1798–1879), Fürst von der Leyen
- Josef von Schmitt (1817–1890), Richter in Bayern, Präsident des OLG Augsburg
- Valentin Fromm (1824–1877), Steinmetz
- Valentin Ritter von Reißenbach (1839–1893), Ministerialrat, Generalsekretär in München
- Johann Thaler (1847–1920), Jurist, Mitglied des Reichstages[37]
- Carl Stumpf (1848–1936), Philosoph, Psychologe und Musikforscher
- Arthur Sauer (1874–1946), Chemiker, Unternehmer und Mäzen
- Clemens von und zu Franckenstein (1875–1942), Komponist
- Nikolaus Fey (1881–1956), fränkischer Mundartdichter, Ehrenbürger
- Philipp Maurer (1882–1947), bayerischer Politiker (BMP, BBM), Mitglied des bayerischen Landtages
- Otto Weiglein (1912–1998), bayerischer Politiker (CSU), Mitglied des bayerischen Landtages, Ehrenbürger
- Alban Wolf (1912–2002), Maler, nach Wolf wurde der Alban-Wolf-Saal im Pfarrhaus benannt
- Franz Alfons Wolpert (1917–1978), Komponist[38]
- Anni Placht (* 1950), Handballspielerin, 1980 Deutschlands erste Handballerin des Jahres
- Otto Hünnerkopf (* 1951), bayerischer Politiker (CSU), Mitglied des bayerischen Landtages
- Angelika Weikert (* 1954), bayerische Politikerin (SPD), Mitglied des bayerischen Landtages
- Burkard Steppacher (* 1959), Politikwissenschaftler, Mitarbeiter der Konrad-Adenauer-Stiftung

### Mit Wiesentheid verbunden

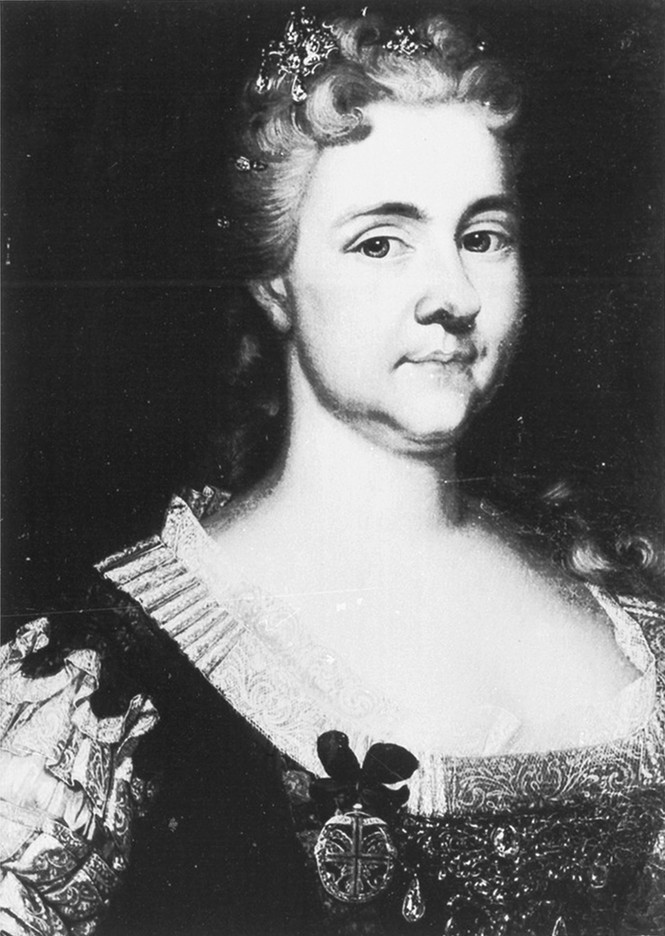
Maria Eleonore von Dernbach

Mit Wiesentheid stehen die Mitglieder des Grafengeschlechts Schönborn in enger Verbindung, weil hier seit dem 18. Jahrhundert der fränkische Stammsitz des Hauses eingerichtet worden war (vollständige Liste siehe: Schönborn-Wiesentheid). Ganz besonders förderten die Landesherren über die Herrschaft Wiesentheid den Ort. Insgesamt standen vier Herrscher und eine Herrscherin dem Fürstentum vor.
- Johann Otto von Dernbach (reg. 1681–1697), auch kaiserlicher Kämmerer, Geheimer Rat
- Maria Eleonore von Dernbach (reg. 1697–1704), 2. Eheschließung am 14. November 1701
- Rudolf Franz Erwein von Schönborn (reg. 1704–1754), auch kaiserlicher Geheimer Rat, Kommissar in Frankfurt
- Joseph Franz Bonaventura von Schönborn-Wiesentheid (reg. 1754–1772), auch kaiserlicher Geheimer Rat, Reichshofrat, Vizedom von Aschaffenburg
- Hugo Damian Erwein von Schönborn-Wiesentheid (reg. 1772–1806), auch k.u.k. Kämmerer, kaiserlicher Geheimer Rat

Nach dem Zweiten Weltkrieg richteten die Grafen in ihrem Schloss mehrere Unterkünfte für Künstler und Kulturschaffende ein, deren Ateliers und Büros durch Kriegseinwirkungen zerstört worden waren. In Wiesentheid wurde der Droemer-Verlag nach dem Krieg neu gegründet, zog aber bald nach München um.
- Adolf Feulner (* 1884 in Schwabhausen, † 1945 in Wiesentheid), Kunsthistoriker, Feulner kam nach seiner Kündigung im Schloss unter und starb hier auch
- Ernst Unbehauen (* 1899 in Zirndorf, † 1980 in Rothenburg ob der Tauber), Maler, Unbehauen hatte 1945 bis 1953 sein Atelier im Schloss Wiesentheid und lebte zeitweise im Ort
- Hedi Zöckler, auch Rose Planner-Petelin (* 1899 in Gretta bei Triest, † 1969 in Bovenden), Schriftstellerin, verfasste 1961 in Wiesentheid ihren Roman „Gäste im Schloß“.[39][40]
- Hubertus von Gersdorff (* 1909 in Lüben/Schlesien, † 1964 in Wetzlar), Konzertpianist, gab im Wiesentheider Schloss Konzerte
- Emeram von Lerchenfeld (unklar), Pianist

Weitere Persönlichkeiten, die mit Wiesentheid in Verbindung stehen:
- Johann Georg Neßtfell (* 1694 in Alsfeld, † 1762 in Würzburg), Ebenist und Mechanikus, wirkte ab 1720 als Hofschreinermeister der Grafen in Wiesentheid, erwarb 1726 das Bürgerrecht
- Johann David Fülck (unklare Lebensdaten), Gärtner und Gartenarchitekt, wirkte von 1715 bis 1720/1721 als Gartenarchitekt des Grafen Rudolf Franz Erwein und errichtete den barocken Garten in Wiesentheid
- Johann Paul Josef Dellau (* 1762 in Stettfeld, † 1828 in Wiesentheid), Pfarrer und Heimatkundler, Dellau veröffentlichte die Schriften „Denkwürdigkeiten meiner Zeit“, „Notizen über die Pfarrei Wiesentheid und deren Pfarrorte“ und „Studium der Hexenprozesse in Wiesentheid“[41]
- Hanns Fischer-Kilp (* 1889 in Schönbrunn im Steigerwald, † 1978 in Wiesentheid), Historiker und Archivar, wirkte bis 1945 im Schönborn’schen Archiv
- Max Domarus (* 1911 in Wiesbaden, † 1992 in Würzburg), Historiker und Archivar, wirkte 1945 bis 1965 im Schönborn’schen Archiv
- Marika Heinlein (* 1962 in Wilhelmshaven), Langstrecken- und Ultraläuferin, Heinlein betreibt zusammen mit ihrem Mann eine Buchhandlung in Wiesentheid

### Ehrenbürger und Ehrenbürgerinnen

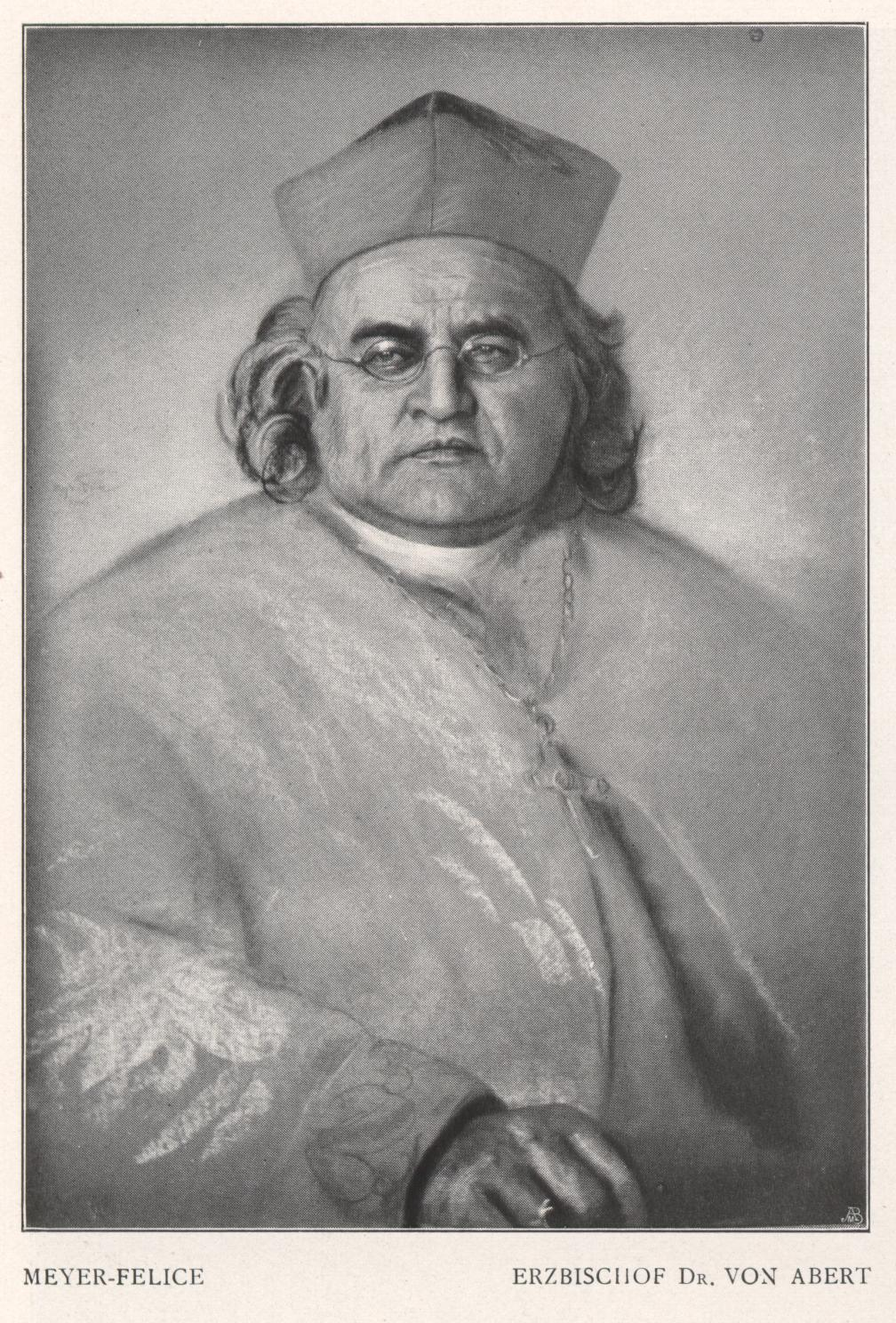
Der erste Ehrenbürger Friedrich Philipp von Abert

- Friedrich Philipp von Abert (1852–1912), Verleihung am 4. September 1887, Erzbischof von Bamberg, 1878 bis 1882 Kaplan in Wiesentheid
- Albert Thaler (1848–1916), Verleihung am 10. Dezember 1907, 1. Bürgermeister von Wiesentheid 1894–1907
- Joseph Abel (1866–1933), Verleihung am 8. August 1915, Pfarrer von Wiesentheid 1896–1915
- Valentin Rumpel (1866–1929), Verleihung am 9. Mai 1920, Pallottiner, Pater in Baltimore
- Erwein von Schönborn (1877–1942), Verleihung am 29. Dezember 1922, Arzt und Wissenschaftler
- Johann Georg Wüchner (1866–1932), Verleihung am 26. Juli 1931, Pfarrer von Wiesentheid 1915–1932
- Max Schmitt (–1947), Verleihung am 13. September 1946, Studienprofessor
- Wilhelm Büttner (1885–1974), Verleihung am 13. September 1946, Pfarrer von Wiesentheid 1932–1947
- Nikolaus Fey, siehe oben, Verleihung am 1. März 1951
- Emil Dern (1884–1960), Verleihung am 19. Juli 1954, Sägewerksbesitzer, Stifter
- Schwester Praxedis (bürgerlich Barbara Beez, 1903–1986), Verleihung am 8. Juni 1966, Krankenschwester in Wiesentheid
- Karl von Schönborn (1916–1998), Verleihung am 14. Oktober 1966, Verdienste um die ärztliche Fortbildung
- Piadonna Haas (–1976), Verleihung am 15. Februar 1971, Krankenschwester in Wiesentheid
- Josef Eugen Held (1895–1983), Verleihung am 12. Juli 1976, Landrat und Lokalhistoriker
- Nikolaus Geißler (1919–1997), Verleihung am 21. August 1976, Chefarzt des BRK-Kreisverbandes Kitzingen
- Hermann Barthel (1907–1980), Verleihung am 8. Dezember 1977, 1. Bürgermeister von Wiesentheid 1960–1971
- Clemens Möderl (1907–1994), Verleihung am 18. März 1982, 2. Bürgermeister 1956–1968
- Otto Weiglein, siehe oben, Verleihung am 21. Januar 1985
- Heinz-Dieter Wunsch (1925–2011), Verleihung am 8. Mai 1995, 1. Bürgermeister von Wiesentheid 1971–1991
- Fritz Möhringer (1921–2009), Verleihung am 24. Juni 2001, 2. Bürgermeister von Feuerbach 1971–1977
- Walter Hahn (* 1937), Verleihung am 29. April 2008, 1. Bürgermeister von Wiesentheid 1991–2008[42]